# 326-я стрелковая дивизия
326-я  Рославльская Краснознамённая стрелковая дивизия (326 сд) — воинское соединение РККА, принимавшее участие в Великой Отечественной войне.
Боевой период — с 5 декабря 1941 года по 9 мая 1945 года.

## История

### Формирование 326-й стрелковой дивизии
326-я стрелковая дивизия начала свое формирование согласно директиве Московского военного округа № 106639 от 31 августа 1941 года. Штаб 326-й стрелковой дивизии размещался в Саранске в здании на ул. Володарского № 22. Большая часть полков дивизии размещалась в населённых пунктах вокруг Саранска: 1099-й стрелковый полк — в Луховке, 1101-й стрелковый полк — в Зыкове, Архангельском Голицыне, 888-й артиллерийский полк — на Посопе. И только 1097-й стрелковый полк располагался в районном центре Ромоданово.
В период с 31 августа по 23 сентября 326 сд формировала подразделения по штатному расписанию №04/600 и шло распределение полученного личного состава (так 1099-й сп на 95 % состоял из призывников из Ивановской области). С 28 сентября 1941 года началось обучение сформированных подразделений дивизии без получения большой части вооружения. Так для обучения было выделено всего 700 винтовок, 1 ручной и 1 станковый пулеметы без минометов и орудий. Однако облегчало ситуацию то, что старшие возраста личного состава, принимавшие участие в Первой мировой и Гражданской войнах, были обучены обращению и практической стрельбе из винтовок Мосина, а также пулеметов "Максим". Молодое поколение прошло обучение через Всевобуч, ГТО, а также массовое увлечение стрельбой из мелкокалиберных винтовок в тирах в 1930-х и начале 1940-х годов. В то же время оставался острым вопрос обучения личного состава обращению и стрельбе из минометов и артиллерийских орудий, большая часть которых была принята на вооружение в 1930-х годах.
4 ноября 1941 года 326-я стрелковая дивизия (численность 13600 человек) выступила маршем в район Пензы.
9 ноября 1941 года 326-я сд прибыла в район станции Селикса (Пензенская область) и расположилась в Мертовщине и ряде населенных пунктов вокруг последней. В районе Селикса размещалась 37-я запасная стрелковая бригада, куда предположительно был сдан сверхштатный личный состав. Напомню, что 326-я сд ушла из Саранска с большим количеством сверхштатной численности личного состава – 13600 человек против 10859 человек по штату №04/600 от 29 июля 1941 года (превышение на 21 %).
22 ноября 1941 года 326-я сд, по воспоминаниям первого командира дивизии полковника В. С. Андреева, погрузилась в эшелоны и 24 ноября прибыла на станцию Желобово, сосредоточилась в городе Сапожок Рязанской области, где приступила к вооружению и обмундировке. Согласно штатному расписанию № 04/750 от 6 декабря 1941 года 326-я сд должна была насчитывать 11626 человек при 8565 винтовках/карабинах, 528 ППД/ППШ, 251 ручных, 109 станковых и 12 зенитных пулеметах, 89 ПТР, 72 50-мм, 72 82-мм и 18 120-мм минометах, 6 37-мм зенитных орудиях, 18 45-мм и 12 57-мм ПТО, 12 76-мм полковых и 16 76-мм дивизионных орудиях, а также 8 122-мм гаубиц, 248 автомашин и 2400 лошадей.
После переформирования в состав 326-й сд входили следующие подразделения:
Управление дивизии, состоящее из командования (командир дивизии, военный комиссар дивизии, заместитель командира дивизии и адъютант), штаб (административно-хозяйственная часть и отделения: 1-е — оперативное, 2-е — разведывательное, 3-е — связи, 4-е — строевое и начальствующего состава и 5-е — шифровальное), политический отдел, дивизионный клуб, редакция газеты «Под знаменем Сталина» и типография, заместитель командира дивизии — начальник артиллерии дивизии, штаб начальника артиллерии, артиллерийское снабжение, дивизионный инженер, начальник химической службы, заместитель командира по тылу, отдел тыла* (организационно-плановое отделение, отделение интендантского снабжения, отделение продовольственно-фуражное, отделение военно-технического снабжения, финансовое отделение), дивизионный врач, дивизионный ветеринарный врач, 766-я полевая касса Госбанка, 608-я полевая почтовая станция, особый отдел и отдельный стрелковый взвод НКВД, военная прокуратура, военный трибунал, комендантский и музыкантский взводы.
* В 1942 года организационно-плановое отделение отдела тыла было выделено в 5-е отделение штаба дивизии и в итоге шифровальное отделение стало 6-м.
Три стрелковых полка (1097, 1099-й и 1101-й сп), в каждый из которых входит командование, штаб, начальники служб, партийно-политический аппарат, хозяйственная часть (мастерская боепитания, мастерская обозно-вещевой службы и транспортная рота);
Три стрелковых батальона, в каждом три стрелковые (по 6 ручных пулеметов) и одна пулеметная (12 станковых пулеметов) роты, миномётный батальон (взвод связи, взвод снабжения и три минометные роты (24 50-мм и 24 82-мм миномёта), взвод связи, санитарный взвод и хозяйственный взвод;
полковая батарея (4 76-мм полковые пушки обр. 27 г.);
истребительно-противотанковая батарея (6 45-мм ПТО);
рота автоматчиков, рота противотанковых ружей (27 14,5-мм ПТР), рота связи, взвода пешей и конной разведки, саперный взвод, взвод ПВО (3 12,7-мм пулемета ДШК), взвод ПХО (противохимической обороны), огнеметная/ампулометная команда, комендантский взвод, музыкантский взвод;
санитарная рота и ветеринарный лазарет.
888-й артиллерийский полк состоит из командования, штаба, партийно-политического аппарата, начальников служб, хозяйственной части;
штабной батареи (взвод разведки, взвод связи и измерительно-пристрелочный взвод);
двух артиллерийских дивизионов, в каждом штаб (отделение разведки, взводы связи и топографического вычисления), две батареи по 4 76-мм дивизионной пушки в каждой и одна батарея по 4-122 мм гаубицы;
пункта медицинской помощи и ветеринарного лазарета;
мастерских обозно-вещевого снабжения, боевого и технического снабжения, походной мастерской типа «А»;
транспортного взвода.
Отдельный тяжелый миномётный дивизион состоит из командования, взвода управления, трех батарей по 6 107-мм горных минометов (по штату положены 120-мм минометы), взвода боевого питания и хозяйственного отделения.
547-й отдельный зенитно-артиллерийский дивизион: по штатному расписанию № 04/600 от 29 июля 1941 года в дивизионе должно было быть 6 37-мм и 4 76-мм зенитных орудий, а по штатному расписанию № 04/750 от 6 декабря 1941 года — 6 37-мм зенитных орудий. Однако по документам 326-й сд за период декабрь 1941 — август 1942 года в дивизионе, а затем с 15 февраля 1942 года в 547-й отдельной зенитной батарее имеется лишь несколько зенитных пулеметов.
605-й отдельный саперный батальон состоит из командования, штаба, хозяйственной части, трех саперных рот (по штату 04/600), склада артиллерийского и технического снабжения, хозяйственного отделения.
776-й отдельный батальон связи состоит из командования, штабной роты, телефонно-кабельной роты, мастерской боевого и технического питания, зарядной базы и хозяйственного отделения.
410-й отдельный медико-санитарный батальон состоит из командования, медицинской роты, санитарного взвода, эвакуационно-транспортного взвода и хозяйственного взвода.
387-я отдельная мотострелковая разведывательная рота состоит из командования, отделения управления и трех стрелковых взводов.
390-я отдельная автомобильная рота состоит из командования, трех автомобильных взводов, подвижного артиллерийского склада дивизии, склада интендантского имущества и продовольствия, паркового взвода, и хозяйственного отделения.
403-я отдельная рота химзащиты состоит из командования, взвода химической разведки и наблюдения, взвода дегазации местности и взвода дегазации материальной части, обмундирования и снаряжения.
179-я полевая автохлебопекарня состоит из управления хлебопекарни, трех отделений хлебопечения по 4 печи в каждой, кладовой и транспортного отделения.
326-я сд не сформировала положенный ей по штатному расписанию отдельный истребительно-противотанковый дивизион с вооружением 12 57-мм ПТО (возможно из-за отсутствия материальной части), а также дивизион реактивной артиллерии (не был сформирован в большинстве стрелковых дивизий). Был сформирован, но не получил должного вооружения в виде зенитных орудий 547-й озад/озенбатр.
В итоге 326-я сд, сформированная и вооруженная в один из самых тяжелых периодов Великой Отечественной войны, была лишена мощного противотанкового «кулака» советской стрелковой дивизии, отдельного истребительно-противотанкового дивизиона, а также имела достаточно слабую ПВО. С другой стороны, вооружение 390-й отдельной автороты дивизии гужевым санным транспортом сыграло большую роль в наступательном продвижении 326-й сд в ходе зимы 1941—1942 годов, которая характеризовалась не только сильными морозами, но и сильными снегопадами.

### В Московской битве (5.12.1941 — 31.03.1942)
В 03.00 4 декабря 1941 года в городе Сапожок (ныне Сапожковский район Рязанской области) для командиров и комиссаров 326-й стрелковой дивизии был зачитан первый боевой приказ — к исходу 5 декабря форсированным маршем выйти в район сосредоточения для боевых действий.
5 декабря 1941 года по приказу Военного совета 10-й армии № 002 дивизия начала наступление в направлении Селиновское — Грязное (ныне Михайловский район Рязанской области) с задачей перерезать рокадную железную дорогу, связывающую Михайловскую и Павелецкую группировки противника, нанесением флангового удара обеспечить дивизиям армии захват города Михайлов. Выполняя приказ, дивизия 8 — 10 декабря 1941 года заняла населённые пункты Красное — Ковалевка — Хитровщина ныне Кимовского района Тульской области и выполнила поставленную задачу. 12 декабря 1941 года 326-я стрелковая дивизия впервые в Великой Отечественной войне в районе Чебыши отразила атаку немецких танков. При этом отличился командир 888-го артиллерийского полка дивизии капитан Худолеев Григорий Александрович: при нападении танков противника на колонну наших войск тов. Худолеев лично сам моментально организовал стрельбу прямой наводкой по танкам противника и из восьми штук два разбил, остальные обращены в бегство, в силу чего выполнение наших задач по окружению и разгрому группировки противника в районе д. Николаевка было завершено успешно, и танковая атака противника провалилась.
В дальнейшем в течение 13 и 14 декабря 1941 года 326-я стрелковая дивизия вела бои за Николаевское, Семёновка, Чебыши, овладением которых способствовала 1-му гвардейскому кавалерийскому корпусу в освобождении городов Сталиногорск и Одоев. Продвигаясь с боями на юго-запад, дивизия 15 декабря 1941 года овладела крупными железнодорожными узлами и промышленными центрами: Каганович, Товарково и отрезала путь отхода противнику на юго-запад от Сталиногорска — Богородицка. На следующий день 326-я стрелковая дивизия получила боевой приказ штаба 10-й армии форсировать р. Упа и овладеть важнейшим узлом шоссейных и железных дорог г. Плавск Тульской области. Решительным ночным рейдом дивизия в течение ночи вклинилась в боевые порядки противника, форсировала р. Упа и в течение 16 — 19 декабря овладела населёнными пунктами Липово, Александровка, Березовик, Маслово, Катерево, Старые Мармыжи. При этом на подступах к городу Плавску был ранен командир дивизии полковник В. С. Андреев. 20 декабря 1941 года после ожесточённых боев на подступах и в самом городе дивизия овладела городом Плавск. 21 декабря 1941 года 326-я стрелковая дивизия выводится во второй эшелон 10-й армии и двигается маршем без боев через Арсеньево — Белев — Козельск — северо-западнее Сухиничи.
Лишь 5 января 1942 года дивизия сосредоточилась в первом эшелоне армии в районе Азарьево, Бордыкино, Наумово, Шлиппово ныне Сухиничского района Калужской области, а 6 января переходит в наступление и отбрасывает противника со станции Дабужа, захватив в плен 41 человека, из них 1 капитан. Продолжая свое наступление, 326-я стрелковая дивизия 8 января выходит на рубеж Спасское, Новое Село, Вяжички.
К вечеру 11 января 1942 года дивизия вышла на рубеж Студеново, Перенежье, Крутая, освободив районный центр Барятинское (ныне Барятино Барятинского района Калужской области). После этого 326-я стрелковая дивизия вела тяжёлые бои за овладение аэродромом Шайковка (11 — 12 км юго-западнее Барятинское), откуда шло снабжение планерами окруженной немецкой группировки в Сухиничи. Так, 13 января было освобождено Филиппково, а 14 января — Быково и Усовка. К вечеру последнего дня 326-я стрелковая дивизия занимала рубеж (искл.) Бельня, Новое и Стар[ое] Шопотово, Быково и Казачеевка, (искл.) Салово. Всего за 38 дней декабрьско-январского наступления частями 326-й стрелковой дивизии был пройден путь с боями 506 км и освобождён 451 населённый пункт, при этом уничтожено свыше 1000 немецких солдат и офицеров, разгромлено 6 штабов.
В период 13 — 23 января 1942 года 326-я стрелковая дивизия медленно продвигалась вперед, буквально «прогрызая» немецкую оборону. К вечеру 23 января дивизия занимала рубеж Ракитня, Старая Слобода, Новая Слобода, Студеново, Филиппково, Сильковичи, Быково, Усовка, Митинка, Старое Шопотово, Анисово Городище, Городище (восточное), Выползово, Поздняково. При этом полковая артиллерия дивизии уже вела огонь по немецким самолетам на аэродроме Шайковка. За успешный огневой налет к званию Героя Советского Союза был представлен командир полковой батареи (76-мм полковые орудия) 1097-го стрелкового полка лейтенант Духанин Петр Константинович: 23 января 1942 г., выполняя специальное задание командования полка, лейтенант Духанин выдвинул две пушки своей батареи в д. Анисово Городище на открытую позицию при удалении от передовых огневых точек противника на 400—500 метров, метким огнем своих пушек уничтожил 6 немецких самолетов на аэродроме в одном километре северо-восточнее ст. Шайковка. За проявленный героизм, мужество и мастерство по уничтожению огневых точек и живой силы противника во всех боях, которые вел полк в период с 4 декабря 1941 по 23 января 1942 г., и особенно под д. Митинка и Анисово Городище, ходатайствую о представлении к награждению лейтенанта Духанина Петра Константиновича — о присвоении звания Героя Советского Союза с вручением ордена Ленина и медали «Золотая Звезда». Однако командование армии снизило награду до ордена «Красная Звезда».
В течение февраля 1942 года 326-я стрелковая дивизия вела наступательные бои на рубеже Крюково — станция Борец — Быково — Салово — Казачеевка — Дегонка — Митинка — Выползово — Вежи — Брянский — Хлебосолово (ныне — Барятинский и Кировский районы Калужской области), имея основной целью захват немецкого аэродрома Шайковка. Части дивизии обошли аэродром с севера и юга, но большие потери в наступлении заставило командование дивизии стянуть основные силы против немецкого аэродрома, тогда как на флангах оборона была построена по типу опорных пунктов (гарнизонов).
Немецкое командование, озабоченное защитой важного объекта, к началу марта 1942 года перебросило резервы и нащупало действиями разведки слабые места на флангах советской 326-й стрелковой дивизии. В итоге начавшегося немецкого наступления 9 марта противником были захвачены Митинка, Анисово Городище и Городище (восточное). Однако даже в этом неудачном для нас бою были свои герои — комиссар 1-го батальона 1097-го сп 326-й сд политрук Валягин Иван Тимофеевич: (…) возглавлял руководство батальоном в бою после ранения комбата. Уличный бой в с. Городище с превосходящими силами немецкой пехоты тов. Валягин вел в течение ночи и, будучи смертельно ранен, не оставил поле боя, а продолжал руководить подразделениями, занявшими оборону, по выходе из с. Городище сдерживая дальнейшее продвижение противника. В этом бою пал смертью храбрых, за что командование полка ходатайствует о посмертном награждении тов. Валягина орденом Ленина. Приказом Военного совета Западного фронта № 687 от 15 июня 1942 г. он был посмертно награжден орденом Ленина.
Развивая свое наступление 11 марта 1942 года, противник, подтянув резервы до 400 человек, в результате ожесточённых боев, доходивших до штыковых схваток, занял Сильковичи, Филиппково и затем двойным ударом с востока и запада овладел Студеново. Гарнизон Старое Шопотово, Быково, Усовка (усиленная рота 1099-го сп с 4-й батареей 2-го дивизиона 888-го ап) был окружен противником, но при этом им самолетом У-2 был сброшен приказ о выходе из окружения. Как вспоминал один из ветеранов 326-й стрелковой дивизии: командир батальона был убит, Костя (командир 4-й батареи 2-го дивизиона 888-го ап 326-й сд лейтенант Плотников Константин Иванович) принял командование гарнизоном на себя. Костя приказал отходить горстке людей на Сильковичи. И вот эта роковая ночь. Люди встали в атаку, чтобы разорвать кольцо окружения и сделать это, но почти все погибли. Костя был ранен в ногу. (…) Немцы заметили, что группой руководит рослый командир-офицер и бросились на него. Костя, Оксана (его жена фельдшер батареи Бабичева Ксения Павловна) и два-три бойца отразили несколько атак, имея на вооружении два автомата и пистолеты. И вот осталось их трое. Раненый Костя, больная Оксана и разведчик. Положение безвыходное. (…) И вот утро. Немцы свободно пошли проверять карманы наших трупов, изымая документы и трофеи. И раздаются последние выстрелы, три немца падают замертво. Костя проделал за ночь длинную траншею в снегу, чтобы выйти из-под обстрела, но Оксана ползти уже не могла, высокая температура, потеря сознания. И наконец развязка: Костя (…) сам застрелил Оксану и последнюю пулю отдал себе. Как написано в книге «Дела и люди 326-й стрелковой мордовской дивизии»: «Лишь через трупы отважных немцы вступили в Быково».
18 марта 1942 года противник атаковал Троицкий и Поздняково и если первый населенный пункт он взял достаточно легко, то бой за Поздняково превратился для немцев в кровавую баню - 1097-й сп при поддержке 1101-го сп удержал его, нанеся противнику большие потери (84 убитых и пропавших без вести немецких военнослужащих). В донесении 326 сд сообщалось, что 1097 сп упорно обороняет Поздняково, убито очень много фашистов перед западной окраиной Поздняково.
В итоге немецкого контрудара 326-я стрелковая дивизия отошла на рубеж: Милотичи, Ракитное, южнее посёлок Брянский, Хлебосолов, Петровны, Цурино, Амур, Тешевичи. Дивизия до конца марта 1942 года безуспешно пыталась восстановить прежнее положение, а также продвинуться в направлении аэродрома Шайковка. К 31 марта 1942 года 326-я стрелковая дивизия на вышеуказанном рубеже перешла к обороне.
За декабрь 1941 года 326-я стрелковая дивизия потеряла 2430 солдат и офицеров, из них 296 человек убитыми и умершими от ран, 1014 раненными, контуженными и обожженными с эвакуацией в госпиталь, 45 заболевшими с эвакуацией в госпиталь, 1 обмороженным с эвакуацией в госпиталь, 322 пропало без вести, 2 попало в плен, 749 по другим причинам (в основном отстали на марше и были направлены в другие части 10-й армии).
За январь 1942 года 326-я стрелковая дивизия потеряла 2347 солдат и офицеров, из них 535 человек убитыми и умершими от ран, 1149 раненными, контуженными и обожженными с эвакуацией в госпиталь, 122 заболевшими с эвакуацией в госпиталь, 13 обмороженными с эвакуацией в госпиталь, 380 пропало без вести, 4 попало в плен, 144 по другим причинам.
За февраль 1942 года 326-я стрелковая дивизия потеряла 1579 солдат и офицеров, из них 426 человек убитыми и умершими от ран, 924 раненными, контуженными и обожженными с эвакуацией в госпиталь, 19 заболевшими с эвакуацией в госпиталь, 205 пропало без вести, 5 попало в плен.
За март 1942 года 326-я стрелковая дивизия потеряла 3959 солдат и офицеров, из них 1076 человек убитыми и умершими от ран, 1581 раненными, контуженными и обожженными с эвакуацией в госпиталь, 81 заболевшими с эвакуацией в госпиталь, 7 обмороженными с эвакуацией в госпиталь, 1161 пропало без вести, 4 попало в плен, 46 по другим причинам.

### В оборонительных боях (немецкая наступательная операция «Wirbelwind») и в последующей Козельской наступательной операции левого крыла Западного фронта (18.08 — 10.09.1942)
С 1 апреля по 15 августа 1942 года 326-я стрелковая дивизия 10-й армии находилась в обороне на участке: Милотичи, Ракитное, южнее Брянский, Хлебосолов, Петровны, Цурино, Амур, Тешевичи. В течение 4,5 месячного нахождения в обороне производилось переформирование дивизии на новое штатное расписание № 04/200 от 18 марта 1942, пополнение личным составом и вооружением, боевая подготовка, а также производились разведывательные поиски и особенно широко развернулось снайперское движение от стрелков до минометчиков и артиллеристов. Так, 11 июня 1942 года, в дивизионной газете «Под знаменем Сталина» сообщалось, что снайпер 1099-го сп красноармеец В. Е. Сыщенко истребил 28 гитлеровцев (к 20 сентября 1942 года уже 77), снайпер 8 роты 3 батальона 1097-го сп сержант А. И. Шабалин – 13, снайпер 4 роты 2 батальона 1101-го сп В. Х. Харьковский – 6 (к 20 сентября 1942 года уже 43), боец Швецов – 5, санитар Грязев – 4, боец Пыльнов – 2.
Одновременно разведчики стрелковых полков и 387-й отдельной мотострелковой разведывательной роты учились просачиваться через позиционную оборону немецких войск, чтобы добыть «языков» - пленных, которые могли сообщить сведения о противостоящих 326 сд немецких частей. Так, 14 июня 1942 года отличился первый номер ручного пулемета ДП-27 рядовой дивизионной разведывательной роты И. А. Шелепин – во время нахождения в засаде на нейтральной полосе группа разведчиков в количестве 18 человек попала в окружение противника. тов. Шелепин подпустил группу фашистов в количестве 18 человек на расстояние 10 метров и в упор расстрелял всех до единого, в то время на него наседала вторая группа в количестве 25 человек, которая была также рассеяна. Тов. Шелепин И. А. бился до последнего дыхания и как преданный сын нашей Родины погиб смертью героя, но не отступил. За период боя тов. Шелепин уничтожил 25 фашистов и большее количество ранил. Посмертно он был награжден орденом Красного Знамени.
Согласно формуляру 326-й сд, с 20 апреля 1942 года дивизия начала переформирование по штатному расписанию № 04/200 от 18 марта 1942 года. В основном в целях усиления пехотного ядра и средств противотанковой обороны в стрелковых дивизиях были внесены следующие изменения: усилить каждый стрелковый взвод стрелковых полков дивизий на 3 снайпера, 4 стрелка и один ручной пулемёт; ввести в состав стрелковой дивизии отдельный учебный батальон для подготовки младшего командного состава численностью 600 человек; отдельный истребительно-противотанковый дивизион стрелковых дивизий перевести на штат № 04/767 численностью 241 человек в составе 3 батарей 45 мм пушек (12 пушек) и роту противотанковых ружей (36 ружей); ввести в состав каждого стрелкового батальона по одной роте противотанковых ружей (16 ружей) численностью 53 человека; ввести в состав артиллерийского полка стрелковой дивизии третий дивизион в составе одной батареи 76 мм пушек (4 пушки УСВ) и одной батареи 122 мм гаубиц (4 гаубицы). В качестве средств тяги для 122 мм гаубиц ввести 15 тракторов.
Согласно штатному расписанию № 04/200 от 18 марта 1942 года 326-я сд должна была насчитывать 12795 человек при 9375 винтовках/карабинах, 655 ППД/ППШ, 352 ручных, 114 станковых и 9 зенитных пулеметах, 279 ПТР, 76 50 мм, 76 82 мм и 18 120 мм минометах, 6 37 мм зенитных орудиях, 30 45 мм ПТО, 12 76 мм полковых и 20 76 мм дивизионных орудиях, 12 122 мм гаубицах, 154 автомашин, 15 тракторов и 1800 лошадей. Однако, согласно ниже представленному документу Донесение о численном и боевом составе 326 стрелковой дивизии по состоянию на 10 августа 1942 года достичь полного укомплектования дивизии не удалось: вместо 12795 человек в ней насчитывалось 8424 человека (в том числе 25 женщин), то есть 65 % от штатной численности. В стрелковых полках также вместо 3173 человека насчитывалось чуть меньше 2000 человек, но при этом был большой провал по ручным пулеметам (в среднем по 33 пулемета вместо 108, то есть около 30 %) и вместо 9 радиостанций только в 1099-м сп была 1. С другой стороны, истребительно-противотанковые батареи стрелковых полков были укомплектованы почти по штату, по 5 45 мм ПТО вместо 6, а также в каждом из полков было по 6 ампулометов.
Также 326-я сд вместо 154 автомашин насчитывала всего 34 автомашины (6 легковых, 27 грузовых и 1 специальная), из которых 11 приходилось на отдельный тяжелый минометный дивизион. Последний являлся подвижным и мощным огневым резервом командира дивизии, имея на вооружении 18 107 мм горных минометов. В то же время сформированный 294-й оиптд насчитывал лишь одну батарею из 4 45 мм ПТО, а 547-я отдельная зенитная батарея – один расчет крупнокалиберного пулемета (7 человек) вместо 6 37 мм зенитных орудий.
Также на май 1942 года в 888-м ап из положенного по штату 3-го артиллерийского дивизиона была сформирована лишь одна, 7-я, пушечная батарея, которая, вероятно, была придана одному из двух дивизионов полка. Однако имеются сведения, что в середине августа 1942 года в 3-м дивизионе была 8-я батарея, имевшая на вооружении 122 мм гаубицы. Предположительно 7-я пушечная батарея была расформирована (орудия переданы в пушечные батареи 1-го и 2-го дивизионов), а вместо нее была сформирована 8-я батарея 3-го дивизиона. Вероятно, это было сделано для того, чтобы каждому из трех стрелковых полков можно было дать в поддержку одну гаубичную батарею хоть и в составе одного огневого взвода.
К тому же из положенных по штату 20 76 мм дивизионных пушек и 12 122 мм гаубиц в наличии было соответственно лишь 13 и 6. Предположительно в четырех (1, 2, 4-я и 5-я) пушечных батареях 888-го ап 326-й сд было от 3 до 4 пушек, а в трех (3, 6-й и 8-й) гаубичных – по 2 гаубицы вместо 4.  
Таким образом, 326-я сд вновь продолжала оставаться без минимального прикрытия ПВО в виде 37 мм зенитных орудий, обладала низкой скоростью гужевого транспорта, но выделялась в лучшую сторону укомплектованностью стрелковых полков 45 мм ПТО и отдельного тяжелого минометного дивизиона, который сочетал подвижность с мощной огневой силой.
15 августа 1942 года 326-я стрелковая дивизия по приказу 10-й армии передана в армейский резерв, на следующий день вошла в подчинение 16-й армии и начала марш в район Богдановы Колодези ныне Сухиничского района Калужской области. К 16 августа немецким войскам, проводившим операцию «Wirbelwind», удалось прорваться в глубину обороны 16-й армии на 30 километров.
Дивизия двигалась двумя дорогами и, совершив марш до 80 км, к 18.00 17 августа на основании приказа штарма 16 сосредоточилась в районе: Кириллово, Богородицкое, Веребьево, выс. 235,3, лес южнее Светиково, Немерзки. Один полк (1097-й сп) по распоряжению Западного фронта с 15 на 16.08 был на автомашинах переброшен в район Гусово, Стрельня для обороны фланга Сухиничского УРа.
К исходу дня 18 августа 326-я стрелковая дивизия занимает район обороны на фронте справа выс. 201,6, слева Бугровка, с задачей: не допустить противника на восточный берег р. Коща и не дать переправиться через р. Жиздра в районе Гретня.
К рассвету 19 августа положение еще более усложнилось. Противник, прорвавшись в лес южнее Алешинка, пытался танками и пехотой выйти на северную опушку леса, овладеть Алешинка и развивать успех вдоль большака Колодези, Сухиничи. Первый удар танков врага пришлось выдержать 3-му батальону 1101-го сп, которым командовал старший лейтенант Чуриков и 2-му батальону 1099-го сп, которым командовал старший лейтенант Антонов. Оба батальона при поддержке полковых истребительно-противотанковых батарей блестяще выдержали танковую атаку и, уничтожив 9 вражеских танков, заставили немцев откатиться назад. Батальоны, перейдя в контрнаступление, сумели ворваться в лес восточнее Колодези. При этом была перехвачена южная и центральная часть дорога Гретня – Алешинка, а саперами 605-го осапб дивизии на дороге и просеках стали возводиться завалы.
В 03.00 20 августа 1942 года 326-я стрелковая дивизия перешла в наступление в направлении Гретня и южной опушки леса восточнее Колодези. Под прикрытием артиллерийско-минометного огня 1-й и 3-й батальоны 1099-го сп ворвались на окраину леса и стремительно продвигались вперед. Однако немецкая 134-я пд в лесу нащупала стык между 326-й стрелковой дивизией и 33-м гвардейским стрелковым полком 11-й гвардейской стрелковой дивизии и мощной группировкой захватила Колодези. В контратаку были брошены резервные 1097-й сп и отдельный учебный батальон дивизии. Стремительной контратакой советских частей немецкая группировка была выбита из Колодези, а при ее отходе она была удачно накрыта огнем минометов и пулеметов, в результате чего немцы понесли большие потери. Развивая свой успех, 1097-й сп перешел в наступление слева от 1099-го сп и продвинулся вперед на 600 – 700 м, выйдя к северной части дороги Гретня – Алешинка.
В течение 21 – 23 августа 1942 года 326-я стрелковая дивизия продолжала выполнять поставленную задачу по очистке лесного массива восточнее Колодези. Наступающие советские части встретили ожесточенное сопротивление противника, который переходил в контратаки, и успеха не имели.
24 августа дивизия после 15-ти минутного артиллерийского наступления перешла в атаку и сумела немного продвинуться вперед. На следующий день, 25 августа, 1097-й и 1101-й сп сумели продвинуться вперед почти на целый километр, однако к вечеру 25 августа противник сумел подтянуть свежие силы пехоты, танки, артиллерию и оказал нашим наступающим частям серьезное сопротивление.
С утра 26 августа 326-я стрелковая дивизия продолжала наступать в направлении дороги Алешинка – северный берег р. Жиздра с задачей выйти на северный берег р. Жиздра. Весь день в лесу восточнее Колодези шло ожесточенное сражение. Остатки разбитых и разгромленных пехотных и танковых дивизий противника не выдерживают стремительного натиска наших частей и к 20.00 отходят за р. Жиздра.
В 09.20 27 августа, несмотря на интенсивный пулеметно-автоматный огонь противника, 326-я стрелковая дивизия успешно форсирует р. Жиздра и выходит на ее южный берег. Используя лес и другие подсобные материалы, саперы начали подготовку плотов для переправы. В течение всего дня и вечера 27 августа шла переправа на южный берег р. Жиздра. Жестокий артиллерийско-минометный огонь противника ни на секунду не останавливал работу отважных красноармейцев, рвавшихся вперед.

29 августа 1942 года 326-я стрелковая дивизия переходит в наступление в направлении Глинная. Продвигаясь вперед, части дивизии достигли северо-западной окраины Глинная, северных скатов выс. 198,3, где были остановлены организованной системой артиллерийско-минометного огня противника с заранее подготовленного оборонительного рубежа.
С 31 августа по 9 сентября дивизия вела частные наступательные операции по улучшению своих позиций.
Массовое применение противником танков привело к тому, что в борьбе с ними отличились расчеты противотанковых орудий 326-й стрелковой дивизии. Так командир 45-мм противотанкового орудия истребительно-противотанковой батареи 1101-го стрелкового полка старший сержант Пьянзин Сергей Яковлевич: (…) в боях с немецкими захватчиками в районе с. Колодези проявил беспримерное мужество и храбрость. При наступлении озверелых немецких банд под его командованием расчет орудия в упор расстреливал немецкие танки. В этом бою было подбито и уничтожено 5 немецких танков. За проявленную преданность в борьбе за освобождение Родины от немецких оккупантов командование 1101 сп представляет старшего сержанта Пьянзина Сергея Яковлевича к правительственной награде — ордену Красного Знамени. Приказом Военного совета 16-й армии Западного фронта № 989 от 7 декабря 1942 г. награжден орденом Красного Знамени. Часть немецких танков подбивали и противотанковым вооружением пехоты. Среди последних был и военный комиссар истребительно-противотанковой батареи 1099-го стрелкового полка младший политрук Никитонкин Филипп Герасимович, который в боях с германским фашизмом 20 и 21.08.42 г. проявил отвагу и мужество. Участвуя в наступлении в лесу в районе д. Колодези Сухиничского района Смоленской области, проявил отвагу и мужество. Расчеты противотанковых пушек тов. Никитонкина уничтожили 2 полковые пушки с расчетом у противника. Тов. Никитонкин сам лично уничтожил зажигательными бутылками 2 немецких танка с их прислугой. Всего двумя орудийными расчетами, где комиссаром был тов. Никитонкин, уничтожено за 2 дня боев 8 немецких танков, 2 полковые пушки и до роты немецкой пехоты. Когда командно-политический состав 2-го стрелкового батальона выбыл из строя, тов. Никитонкин взял на себя командование батальоном и вел бой с немецкими фашистами до тех пор, пока не была отбита контратака противника. Отходя на новый рубеж, тов. Никитонкин со своими бойцами на руках через речку переправил пушку 45-мм на новый рубеж, не бросив ее врагу. Достоин представления к правительственной награде — ордену Отечественной войны. Приказом Военного совета 16-й армии № 989 от 7 декабря 1942 г. награжден орденом Отечественной войны 2-й степени.
В то же время бойцы и офицеры 326-й стрелковой дивизии для борьбы с немецкими танками использовали даже подбитые немецкие танки. Так командир минометного расчета 1-й роты минометного батальона 1101-го стрелкового полка сержант Лобанов Александр Александрович: (…) в боях с немецкими оккупантами у д. Колодези проявил смелость и отвагу. Своим примером воодушевлял бойцов расчета к борьбе против гитлеровцев. Во время боя Лобанов подполз к немецкому подбитому танку, повернул пушку танка на наступающих фашистов, огнем орудия подбил 4 танка противника и уничтожил до 30 солдат и офицеров. Командование 1101 сп представляет сержанта Лобанова Александра Александровича за смелость, отвагу и преданность в борьбе за Родину к правительственной награде — ордену Ленина. Приказом Военного совета 16-й армии № 989 от 7 декабря 1942 г. он был награжден орденом Отечественной войны 1-й степени.
Во время одного из боев отличился политрук 8-й роты 3-го батальона 1097-го стрелкового полка младший политрук Самаров Сергей Иванович:  (…) Занимая должность политрука роты, тов. Самаров в боях с немецкими захватчиками под д. Колодези и за лесной массив Большая роща Сухиничского района с 20 по 27.08.1942 г. проявил лично исключительное мужество и геройство. Воодушевляя бойцов на победу, тов. Самаров шел в атаку впереди своей роты, атаки были стремительными, и враг с большими потерями уходил с занятых рубежей. Рота Самарова 3 раза бросалась в атаку против превосходящих сил противника, последний не выдерживал этих атак и каждый раз отступал, оставляя груды убитых солдат и офицеров. В бою 27 августа 1942 г. при очередной атаке тов. Самаров с двумя бойцами бросился вперед и был неожиданно окружен большой группой противника. Самаров, приняв неравный бой, бился до последнего патрона, наложил вокруг себя груды неприятельских трупов. Только лично им было убито 2 офицера и 30 солдат. Самаров в этом неравном бою погиб как герой, не сложив оружия, и бился до последнего патрона, и только пуля врага скосила его жизнь. Тов. Самаров за свой подвиг достоин посмертно представления к званию Героя Советского Союза. Однако, приказом Военного совета 16-й армии № 989 от 7 декабря 1942 г. он был награжден орденом Отечественной войны 2-й степени.
326-я стрелковая дивизия в вышеуказанных боях потеряла 5539 человек, из которых 1627 убитыми и пропавшими без вести. Всего бойцами 326-й стрелковой дивизии было уничтожено в этих боях 3757 немецких солдат и офицеров, подбито и сожжено 48 танков, захвачено 29 пушек, 71 пулемёт, 3 гаубицы, 11 автомашин.

### В наступательной операции «Марс» (25.11 — 20.12.1942)
10 сентября 1942 года 326-я сд, насчитывавшая 6953 человек личного состава, выводится в резерв 16-й армии, В дальнейшем дивизия переведена в резерв Западного фронта и 1 ноября 1942 года прошла переформирование по штатному расписанию № 04/300 от 28 июля 1942 года: 10386 человек при 7241 винтовках/карабинах, 711 ППД/ППШ, 337 ручных, 112 станковых и 9 зенитных пулеметах, 228 ПТР, 85 50 мм, 85 82 мм и 18 120 мм минометах, 6 37 мм зенитных орудий, 30 45 мм ПТО, 12 76 мм полковых и 20 76 мм дивизионных орудий, 12 122 мм гаубиц, 149 автомашины, 15 тракторов и 1800 лошадей. При этом в связи с хроническим некомплектом личного состава в советских стрелковых дивизиях вследствие потерь количество людей в полку с 3173 человек уменьшилось до 2517. Усугубившаяся к сентябрю-октябрю 1942 года нехватка личного состава привела к тому, что вышеуказанное штатное расписание было скорректировано для 9/8-тысячного состава стрелковых дивизий: 9000/8000 человек, 1094/950 лошадей, 100/75 автомашин, 5500/5000 винтовок, 703/629 ППШ, 120/108 ручных и 56/36 станковых пулеметов, 116/89 ПТР, 85/85 50 мм, 85/56 82 мм и 18/18 120 мм минометов, 18/12 45 мм ПТО, 9/9 76 мм полковых и 20/16 76 мм дивизионных пушек и 12/8 122 мм гаубиц. Предположительно переформирование 326-й сд было проведено по последнему варианту с некоторыми изменениями, то есть для стрелковой дивизии общей численностью 8000 человек.
Согласно штатному расписанию № 04/300 от 28 июля 1942 года миномёты из дивизионного уровня передавались на полковой и с уровня полка на батальонный и ротный уровни. Поэтому в 326-й сд был расформирован отдельный тяжелый минометный дивизион – его 107 мм горные минометы по 6 штук ушли во вновь сформированные минометные батареи стрелковых полков, а грузовые автомашины в 390-ю отдельную автомобильную роту дивизии. Кроме того, в стрелковых ротах воссоздавались минометные взводы (по 3 миномёта 50 мм миномётов) и в батальонах – минометные роты (по 9 82 мм миномётов).
Согласно штатному расписанию № 04/300 от 28 июля 1942 года в советской стрелковой дивизии должен был быть сформирован отдельный пулеметный батальон (три пулеметные роты по 9 станковых пулеметов и рота ПТР (12 ПТР), но в 326-й сд предположительно вместо него был сформирован отдельный лыжный батальон. Также еще двумя исключениями явилось расформирование 547-й отдельной зенитной батареи и реорганизация 776-го отдельного батальона связи в отдельную роту связи (23 ноября 1942 года). Все исключения будут подтверждены следующим штатным расписанием № 04/550, утвержденным 10 декабря 1942 года.
На 25 ноября 1942 года 326-я сд насчитывала 5108 человек (вероятно боевого состава, так как на 20 октября дивизия насчитывала 7113 человек), из них 1178 активных штыков, 1119 лошадей, имея на вооружении 3471 винтовок, 360 ППШ/ППД, 181 ручных и 34 станковых пулеметов, 151 ПТР, 42 50 мм, 64 82 мм и 18 107 мм минометов, 19 45 мм ПТО, 10 76 мм полковых и 13 76 мм дивизионных пушек, 5 122 мм гаубиц. Также известно, что на 20 октября 1942 года в дивизии насчитывалось 52 автомашины (6 легковых, 45 грузовых и 1 специальная).
При сравнении боевого и численного состава 326-й сд на 10 августа и 25 ноября 1942 года явно видно, что дивизия «просела» по личному составу, количеству ППШ/ППД и станковым пулеметам, тогда как выросло количество ручных пулеметов, ПТР и 82 мм минометов.
8 октября 1942 года согласно приказу Западного фронта 326-я стрелковая дивизия направлена в состав 20-й армии для участия в наступательной операции «Марс» и сосредоточилась в районе Кобылино, Бровцино ныне Зубцовского района Тверской области. Операция «Марс» — это кодовое название второй Ржевско-Сычевской наступательной операции, целью которой было в районе Ржевско-Вяземского выступа силами Калининского (командующий — наш земляк генерал-полковник М. А. Пуркаев) и Западного (командующий — генерал-полковник И. С. Конев) фронтов овладеть Сычевкой, окружить и освободить Ржев, таким образом срезав верхушку Ржевско-Вяземского выступа, а также не допустить, чтобы немецкое командование смогло перебросить часть своих сил с Московского направления под Сталинград. От Западного фронта в наступлении должны были участвовать 20-я армия (с 10 октября 1942 г. командующий — генерал-майор Н. И. Кирюхин, с декабря 1942 г. — генерал-лейтенант М. С. Хозин), 31-я и 29-я армии, которые должны были нанести удар на правом фасе Ржевско-Вяземского выступа. Группа из трех стрелковых дивизий (326, 251 и 42-я гвардейская) должны были прикрывать наступающую группировку 20-й армии с севера и создавать плацдарм для дальнейшего развития всей операции. С противоположной стороны им противостояли войска немецкой 9-й армии.
Согласно приказу штаба 20-й армии от 23 ноября 1942 года за № 018 – 326-я сд совместно с приданными частями: 93-й тбр, 511-м гап, 510-м пап, 169-м отдельным минометным полком, 35-м гвардейским артиллерийском полком 1-й Московской Краснознаменной гв.мсд и 11-м отдельным гвардейским минометным дивизионом получила боевую задачу: 25.11.1942 атаковать оборону противника на фронте: Васильки, (иск) кустарник сев. Холм-Березуйский и наступать вдоль юго-восточного берега р. Осуга, взаимодействуя с 251-й сд, уничтожить противника в районе Пашки, Малое Петраково, (искл.) Ведерниково, лес севернее Ведерниково и овладеть рубежом Пашки – Малое Петраково и в дальнейшем к исходу дня овладеть рубежом Ложки, (искл.) совхоз Никишкино, где закрепиться и организовать преследование противника в направлении Соустево. Характерной особенностью данной операции являлось наступление на очень узком участке фронта – до 800 м. Узкая ширина фронта определялась мощью оборонительных сооружений противника, опирающихся на очень выгодную для обороны конфигурацию местности.
Соотношение сил к моменту наступательных операций складывалось следующим образом: 326-я сд располагала следующими силами: всего людей в дивизии – 5108, из них активных стрелков – 1178 при вооружении винтовок – 3471, автоматов – 360, станковых пулеметов – 34, пулеметов ручных – 181, минометов 50 мм – 42, минометов – 120 мм – 18, минометов 82 мм – 64, ПТР – 151. В приданной 93-й тбр имелось 10 средних и 27 легких танков. Артиллерия 326-й сд вместе с приданной артиллерией составляла следующее количество: крупнокалиберной артиллерии – 18 пушек, среднекалиберной артиллерии и минометов – 196 шт., мелкокалиберной артиллерии – 37 шт. (из них 19 45 мм ПТО).
В 07.30 25 ноября 1942 года 326-я стрелковая дивизия после 1,5 часовой артиллерийской подготовки перешла в наступление силами двух стрелковых полков, оставив третий полк во втором эшелоне. Однако в результате того, что советская артиллерия не подавила значительного количества огневых точек противника, части дивизии при наступлении натолкнулись на мощный огонь минометов и пулеметов противника и залегли, неся большие потери. Вперед была выдвинута полковая артиллерия, при этом отличился командир 1-го огневого взвода полковой батареи 1101-го сп лейтенант Никифоров Михаил Леонтьевич: 25 ноября 1942 г., выполняя боевое задание командования, он с расчетом выкатил орудие на открытую позицию и под ураганным огнем противника уничтожил 9 дзотов, один наблюдательный пункт и заставил замолчать минометный взвод противника. Приказом Военного совета 326-й стрелковой дивизии Западного фронта № 1 от 3 декабря 1942 г. он был награжден орденом Красной Звезды. Однако в итоге двухдневного наступления 25 и 26 ноября дивизия продолжала топтаться на месте, не овладев указанными рубежами.
Согласно приказу штаба 20 армии от 26 ноября – 326-я сд в течение ночи на 27 ноября сменяет части 251-й сд и получает задачу наступать на расширенном участке фронта, куда входят населенные пункты Васильки, Гредякино, Холм-Березуйский. В соответствии с этим командир дивизии Г. П. Карамышев решил наступать в указанной полосе силами всех 3-х стрелковых полков и отдельного лыжного батальона.
С утра 27 ноября 326-я стрелковая дивизия совместно с 93-й тбр переходит в наступление, но противник оказывал упорное сопротивление на занимаемых рубежах, опираясь на свои опорные пункты. Наши части несли большие потери, не продвинувшись вперед. Ввод в бой отдельного учебного батальона 326-й сд также не способствовал успеху. Все же противник, понеся значительные потери в боях и от артиллерийского огня на рубеже маслобойня – Васильки – Холм-Березуйский – Гредякино – Кобылино, своими главными силами стал отходить в западном направлении на заранее подготовленный рубеж: безымянная высота южнее Васильки, восточная опушка «Фигурной» рощи, выс. 205,0 и 198,0.
В течение 28 и 29 ноября 1942 года 326-я сд и 93-я тбр продолжают выполнять постановленную задачу по овладению Холм-Березуйский и Гредякино, но успеха не имеют и опять несут большие потери. К вечеру 30 ноября было организовано наступление на Холм-Березуйский силами 1097, 1099-го сп и отдельного учебного батальона 326-й сд и на Гредякино силами отдельного лыжного батальона 326-й сд.
Оценив создавшуюся обстановку, комдив решил провести операцию по овладению обоими населенными пунктами ночью, действуя штурмовыми группами, в каждую группу входило до взвода пехоты, несколько сапер, два орудия ПТО, одно орудие полковой артиллерии, два ротных миномета, станковые пулеметы. Штурмовые группы 326-й стрелковой дивизии через проходы, проделанные саперами в минных полях, броском ворвались в траншеи противника и навязали немцам рукопашный бой, истребляя гитлеровцев гранатами, штыком и прикладом. Противник не выдержал стремительной атаки и остатки его бежали в направлении рощи «Фигурная». Холм-Березуйский был взят и немедленно закреплен прочной обороной. В бою за Холм-Березуйский отличился помощник начальника штаба по разведке 1097-го стрелкового полка старший лейтенант В. Н. Спичкин: «01.12.1942 г. (…) стремительно ворвался в траншеи, очистил их от врага и способствовал занятию д. Холм-Березуйский. Лично захватил двух пленных и много трофеев, в том числе склад боеприпасов (…)». Также в этом бою отличился и командир 2-й роты отдельного учебного батальона 326-й сд лейтенант Данилов Максим Трофимович: в боях за д. Холм-Березуйский с 30.12.42 на 01.12.42 г., командуя своей ротой, идя впереди роты, несмотря на сильный обстрел противника, первым ворвался в траншеи противника. Сам лично уничтожил одного немецкого офицера и несколько фрицев. После чего умело организовал оборону, уничтожая бежавших фрицев. Оба отважных офицера приказом Военного совета 326-й стрелковой дивизии № 1 от 3 декабря 1942 г. были награждены орденами Красной Звезды.
Одновременно пять штурмовых групп отдельного лыжного батальона 326-й сд ворвались на юго-западную и юго-восточную окраины Гредякино и в 02.00 1 декабря 1942 года деревня была очищена и закреплена прочной обороной.
За три дня боев за Холм-Березуйский и Гредякино противник понес потери до 500 человек убитыми и до 1000 ранеными. Наши части при захвате этих населенных пунктов захватили трофеи: в Холм-Березуйский – 1097-й, 1099-й сп и отдельный учебный батальон 326-й сд захватили следующие трофеи: винтовок 65, пулеметов ручных 10 и станковых 1, минометов 2, автоматов 4, танков 5, знамя 1, радиостанции 2, телефонных аппаратов 2 и другое военное имущество, противотанковых орудий 1. Отдельным лыжным батальоном при захвате Гредякино были захвачены трофеи: винтовок 50, пулеметов ручных 10, автоматов 4, минометов 2, винтовочных патрон 40000, 37 мм ПТО - 3, тяжелых танков 1 и другое военное имущество.
Противник, выбитый из Холм-Березуйский отошел на заранее подготовленные рубежи – Васильки, безымянная высота, что южнее Васильки, роща «Фигурная» и закрепился здесь, оказывая нашим наступающим частям ожесточенное сопротивление.
2 декабря 1942 года 326-я сд получает задачу – очистить от противника северную часть рощи «Фигурная» и безымянную высоту и выйти на восточный берег р. Осуга. Однако к исходу дня противник задержал наступление частей дивизии, не давая возможности продвигаться вперед.
В течение 4 декабря и в дальнейшем до 7 декабря части 326-й стрелковой дивизии продолжают наступать в прежних направлениях и дважды овладевают безымянной высотой, но оставляют ее в итоге немецких контратак. При этом отличился разведчик 1-го взвода 387-й отдельной разведывательной роты 326-й сд красноармеец Панькин Иван Васильевич. 5 декабря 1942 г. при наступлении наших частей на высоту безымянную тов. Панькин вместе со своим отделением вел разведку с правого фланга наступающих наших частей 1099 сп 326 сд. Когда наши части подползли к противнику на 30 — 35 м и залегли, тов. Панькин вместе со своим командиром тов. Николаевым и бойцами 1099 сп поднялись и с криком «Ура!» бросились на штурм вражеского дзота, забрасывая противника гранатами и автоматным огнем. Враг не устоял от смелого натиска и в панике начал бежать, бросая свое вооружение. Тов. Панькин вместе со своим командиром тов. Николаевым первыми ворвались во вражескую траншею и преследовали противника; враг отступил от своего опорного пункта, оставив на поле боя более двадцати трупов немецких солдат и офицеров. В этом бою тов. Панькин уничтожил трех немцев. Приказом частям 326-й стрелковой дивизии № 3 от 22 февраля 1943 г. он был награжден орденом Красной Звезды. Однако в результате контратак противника наши части откатывались обратно на исходное положение.
7 декабря 1942 года командир дивизии полковник Г. П. Карамышев  приказал в каждом полку сформировать небольшие штурмовые группы в количестве не менее 15 стрелков с 2 станковыми пулеметами, при 2-х 82 мм и 2-х 50 мм минометов с приданным 45 мм орудием. Штурмовым группам поставлена задача овладеть безымянной высотой. С 7 до 14 декабря штурмовым группам вновь удается дважды овладеть высотой, но в результате контратак немцев, опирающихся на свой опорный узел, северная опушка рощи «Фигурная», штурмовые группы отходят на прежние позиции.
20 декабря 1942 года части 326-й стрелковой дивизии переходят к обороне на рубежах: Кортнево – выс. 166,8, (искл.) северо-западная опушка леса, что западнее Логово, лес западнее Логово, кустарник 500 м северо-восточнее Холм-Березуйский, Логово.
Таким образом, части дивизии, ведя наступательные операции с 25 ноября по 20 декабря понесли большие потери и выполнили свою задачу только частично, не отбросив противника на восточный берег реки Осуга. В целом за вышеуказанный период боев 326-я сд потеряла 4522 человек, из них 1258 убитыми, 3183 ранеными и 81 пропавшими без вести.
Противник потерял до 5000 человек убитыми и ранеными. За период боев нашими частями взяты следующие трофеи: 2 пистолетов, 200 винтовок, 8 автоматов, 20 ручных и 1 станковый пулемёт, 6 50 мм и 20 81 мм миномётов, 4 37 мм орудий, 6 танков, до 100000 винтовочных патрон, 2 радиостанций, 2 телефонных аппаратов, 1 знамя и т. д.

### В Жиздринской наступательной операции (22.02 — 09.03.1943)
После операции «Марс» в 326-й сд временно был расформирован вследствие больших потерь 1101-й сп. 5 января 1943 года согласно приказу командующего войсками Западного фронта дивизия вышла в резерв Западного фронта и передислоцировалась в район Дабужа (Сухиничский район Смоленской области) – Серпейск (Мещовский район Смоленской области). Именно здесь дивизия в период 20 января – 8 февраля 1943 года прошла переформирование по новому штатному расписанию № 04/550, утвержденному 10 декабря 1942 года. Согласно ему, 326-я сд должна была насчитывать 9435 человек личного состава при 6474 винтовках/карабинах, 727 ППД/ППШ, 494 ручных и 111 станковых пулеметах, 212 ПТР, 56 50 мм, 83 82 мм и 21 120 мм минометах, 48 45 мм ПТО, 12 76 мм полковых и 20 76 мм дивизионных орудий, 12 122 мм гаубиц, 123 автомашины, 15 тракторов и 1700 лошадей. В организационном плане состав частей и подразделений был следующим:
стрелковый полк состоял из трех стрелковых батальонов (в каждом батальоне по три стрелковых роты (по 12 ручных и 1 станковый пулеметы), пулеметная рота (9 станковых пулеметов), минометная рота (9 82 мм минометов), взвод ПТР (8 ПТР) и противотанковая рота (2 45 мм ПТО)), минометная батарея (7 120 мм минометов), полковая батарея (4 76 мм полковых пушки), истребительно-противотанковая батарея (6 45 мм ПТО), рота ПТР (27 ПТР), рота автоматчиков, саперный взвод, взводы конной и пешей разведки;
артиллерийский полк состоял из трех дивизионов, из которых два дивизиона по три батареи (две батареи 76 мм дивизионных пушек и одна батарея 122 мм гаубиц) и один дивизион по две батареи (одна батарея 76 мм дивизионных пушек и одна батарея 122 мм гаубиц);
отдельный истребительно-противотанковый дивизион состоял из трех батарей ПТО (по 4 45 мм ПТО) и роты ПТР (27 ПТР). На вооружение РККА поступила модернизированная версия 45 мм ПТО с удлиненным стволом – 45 мм противотанковая пушка образца 1942 года (М-42);
отдельная рота связи сменила ранее имеющийся отдельный батальон связи. Как упоминалось выше, в 326 сд еще 23 ноября 1942 года произошла данная реорганизация;
отдельная учебная рота сменила ранее имеющийся отдельный учебный батальон;
отдельная зенитная батарея была убрана из состава советских стрелковых дивизий.
На 22 февраля 1943 года в 326-й сд насчитывалось 8031 человек, из них 5737 активных бойцов при 52 автомашинах, 991 лошади, 6465 винтовках (предположительно часть из них автоматические винтовки типа СВТ-38/40), 1083 ППШ/ППД, 494 ручных и 111 станковых пулеметов, 212 ПТР, 56 50 мм, 83 82 мм и 21 120 мм минометов, 39 45 мм ПТО, 12 76 мм полковых и 20 76 мм дивизионных пушек, 7 122 мм гаубиц. При сравнении с данными штатного расписания № 04/550 выявляется ряд положительных и отрицательных моментов:
1) дивизия по личному составу была пополнена до 8000 человек личного состава, то есть по штату № 04/550 для 8-тысячного состава;
2) дивизия получила большую часть вооружения, положенного по новому штату и даже в одном случае по ППШ/ППД свыше (1083 против 727). В то же время вместо 12 122 мм гаубиц было всего 7 (то есть в одной батареи 3 гаубицы, а еще в двух батареях по 2 вместо 4) и вместо 48 45 мм ПТО было 39. Однако из-за сокращенного числа личного состава 326-я сд, предположительно, не имея обученных расчетов, вынуждена была держать часть стрелкового, тяжелого и артиллерийского вооружения на дивизионном обменном пункте (мобильном складе): 1061 винтовок, 238 ППШ/ППД, 64 ручных и 20 станковых пулеметов, 50 ПТР, 12 50 мм, 47 82 мм и 5 120 мм минометов, 1 76 мм пушка (предположительно дивизионная) и 11 45 мм ПТО. Последнее обстоятельство почти на четверть снижало огневую мощь дивизии, особенно по 45 мм ПТО, 82 мм и 120 мм минометам. 107 мм горные минометы, провоевавшие в дивизии с декабря 1941 года, были заменены на более мощные 120 мм минометы;
3) дивизия вновь не получила пополнение автомашинами – вместо положенных по штату 123 автомашины было всего 52, что снижало ее мобильность. В ходе наступления 24 февраля 1943 года 888-м ап были получены для 122 мм гаубиц трактора (на 15 апреля их было 12), которые согласно ЖБД артиллерийского полка частично не заводятся, а частично без запасных частей;
4) предположительно 888-й ап дивизии, исходя из количества 76 мм дивизионных орудий и 122 мм гаубиц, имел положенную ему по штату организацию: 1-й дивизион (1, 2-я пушечные и 3-я гаубичная батареи), 2-й дивизион (3, 4-я пушечные и 6-я гаубичная батареи) и 3-й дивизион (7-я пушечная и 8-я гаубичная батареи).
17 февраля 1943 года командование дивизии издало приказ о наступлении – 326-я сд до этого вошла в состав 16-й армии Западного фронта, которая готовилась перейти в наступление, получившее в дальнейшем наименование Жиздринская наступательная операция.
По приказу Военного совета 16 армии № 01/оп от 13.02.1943 г. 326-я стрелковая дивизия с 360-м и 173-м гап, 538, 542-м минп, 600-м лап, 6 танками КВ 6-й гв.тбр имела задачу прорвать оборону противника на фронте Буда-Монастырская, Высокое и, нанося главный удар правым флангом, во взаимодействии с 97-й сд уничтожить противника, обороняющего узел сопротивления на выс. 226,6, и овладеть рубежом: (искл.) Гурьев, Кожановка, шахта каменного угля 1 км северо-восточнее Кожановка и в последующем развивать успех в направлении: Жеребовка, Пузановка (…) к исходу дня во взаимодействии с 324-й сд захватить Палики, Усадьба и прилегающую к ним железную дорогу.
22 февраля 1943 года после артиллерийской подготовки, длившейся 2 часа 15 минут, части 326-й стрелковой дивизии перешли в решительный штурм укрепленных огневых позиций противника на всей полосе дивизии. Используя проходы в минных полях проволочных заграждений, проделанных саперами 605-го осапб и полками накануне наступления, пехотные подразделения 1099-го и 1097-го сп при поддержке танков в 10.25 начали наступление. Преодолевая упорное сопротивление противника и подавляя его ожившие огневые точки после артиллерийской подготовки, подразделения наступающих полков к 17.00 овладели первой линией траншей противника. 1099-й сп своим правым флангом продолжал теснить противника в южном направлении и занял вторую линию траншеи южнее Буда-Монастырская, способствуя соседу справа в овладении выс. 226,6. 1097-й сп двумя батальонами достиг выс. 206,1, недействующая железная шахта, что восточнее выс. 206,1, одной ротой западнее Ефремовка и двумя ротами кустарника и опушки леса севернее Ефремовка. Дальнейшее продвижение задерживалось огнем противника с направления выс. 214,6, выс. 201,5, отм. 192,7, 209,7, рощи и оврага южнее и юго-восточнее выс. 214,6.
В соответствии с приказом командарма 16 части дивизии в ночь на 23 февраля привели себя в порядок, организовали управление и связь и с утра 23 февраля начали наступать в направлении рощи южнее Буда-Монастырская с задачей окончательно прорвать оборону противника и выйти на его глубину. Из резерва был введен в бой 1101-й сп с задачей наступать в направлении выс. 209,7, овладеть этой высотой, в последующем овладеть Гурьев. Несмотря на действия авиации противника в течение дня по боевым порядкам пехоты, упорное сопротивление противника, опирающегося на ранее подготовленные опорные пункты и инженерные сооружения, к 23.00 23 февраля части дивизии заняли рубеж: 1097-й сп – перекресток дорог 600 м юго-западнее отм. 206,1, 500 м северо-западнее окраины Ефремовка; 1099-й сп – овраг 500 м южнее центральной части Буда-Монастырская; 1101-й сп – восточные скаты выс. 226,6, овраг 500 м южнее Буда-Монастырская.
Встречая упорное сопротивление противника в полосе наступления дивизии, опирающегося на узел сопротивления, что на выс. 214,6, командир 326-й сд решил нанести фланговый удар 1101-м сп, для чего части дивизии в ночь на 24 февраля произвели перегруппировку своих сил и с 07.30 24 февраля возобновили наступление, и к 12.00 достигли рубежа: 1097-й сп – прикрывшись частью сил со стороны Ефремовка, основными силами развивал успех в направлении каменоломня 1,8 км юго-восточнее Буда-Монастырская, кустарник 300 м восточнее отм. 201,5; 1099-й сп – вел бой с противником на рубеже овраг 500 м южнее Буда-Монастырская; 1101-й сп – сдал боевой участок 1099-му сп и 05.00 24 февраля сосредоточился на южных скатах выс. 226,6 у развилки дорог, идущих из Буда-Монастырская, откуда совместно с 5-ю танками КВ 6-й гв.тбр начал наступление в направлении северной опушки рощи, что 1,5 км южнее Буда-Монастырская и к 12.00 вел бой на южных скатах выс. 226,6, восточнее развилки дорог, идущих с Буда-Монастырская.
В результате упорных боев к 08.00 25 февраля 1943 года части 326-й стрелковой дивизии вышли на рубеж: 1099-й сп – в районе отм. 209,7, роща 1,5 км южнее Буда-Монастырская, овраг южнее Буда-Монастырская; 1101-й сп – в районе ямы, 500 м восточнее рощи южнее Буда-Монастырская; 1097-й сп – напротив северо-западной окраины Ефремовка, (искл.) выс. 201,5, южные скаты безымянной высоты.
Противник, опираясь на ранее подготовленные узлы сопротивления на выс. 214,6, 201,6, Высокое, выс. 192,7, оказывал упорное сопротивление нашим частям, производя сильные артиллерийско-минометные налеты по боевым порядкам наступающих частей.
В 08.30 25 февраля 1943 года части 326-й стрелковой дивизии решительно атаковали укрепленные позиции противника и, преодолевая его сопротивление, к 22.00 25.02 продолжали вести бой по овладению Петраков, захватив выс. 214,6. Бойцы и командиры 1101-го и 1099-го сп в течение ночи и дня 26 февраля, отражая частые контратаки пехоты и танков противника, сломили его сопротивление и в 12.00 овладели населенными пунктами Петраков, Кожановка и продолжали бой за Пузановка, тем самым обеспечили 1097-му сп успех в захвате Белоусов. Противник, отступая в панике в южном направлении, бросил до 20 орудий, из них 14 тяжелых и много разного вооружения и боеприпасов, и к утру 27 февраля, произведя безуспешные контратаки на Пузановка, был вынужден отойти в южном направлении на ранее подготовленный рубеж, проходящий по выс. 203,0, 194,0, Волеватка, Палики, Усадьба, Долина.
Части дивизии, овладев полностью Пузановка, продолжали выполнение поставленной задачи Военным Советом 16-й Армии и к 16.00 27 февраля 1943 года находились на рубеже 300 м северо-восточнее Долина – 300 м южнее Пузановка, неся большие потери в личном составе и вооружении. При этом в бою отличилась 19-летняя стрелок роты автоматчиков 1097-го стрелкового полка красноармеец Елизавета Мешалкина «…в числе первых бойцов вошла на сильно укреплённую высоту 206,1. Тов. Мешалкина неоднократно участвовала в отражении контратак противника (…) Во время одной контратаки т. Мешалкина была ранена, но отказалась уйти с поля боя. В боях за д. Пузановка патриотка-девушка с автоматом в руках, воодушевляя бойцов своим личным примером вела автоматчиков за собой, истребляя фашистскую нечисть. В этом бою тов. Мешалкина пала смертью храбрых (27 февраля 1943 года). За проявленное мужество, смелость и отвагу в бою тов. Мешалкина достойна Правительственной награды ордена Ленина». Вышестоящее командование наградило посмертно Елизавету орденом Отечественной войны I степени.
Противник под натиском частей 326-й стрелковой дивизии с боями отошел на ранее подготовленный рубеж с хорошо развитой системой инженерных сооружений, с опорными пунктами Ясенок, Палики, Усадьба, Усты, неоднократно переходя в контратаки и ведя сильный огонь всех систем вооружения, задержал продвижение наших частей. Неоднократно предпринимаемые наступательные действия наших частей до 4 марта 1943 года успеха не имели.
Получив пополнение, части 326-й стрелковой дивизии, закрепившись на достигнутом рубеже, в ночь на 4 марта силами 1097-го сп и 387-й отдельной разведывательной ротой дивизии перешли в наступление в направлении южная окраина Пузановка, брод 1 км юго-восточнее Пузановка, Палики. В результате ночных действий обходом с фланга, вышеуказанные советские части в 07.30 4 марта 1943 года ворвались в Палики. Одновременно 1099-й и 1101-й сп в 08.00 перешли в наступление на Волеватка, но успеха не имели.
В бою за Палики отличился заместитель командира 387-й отдельной разведывательной роты лейтенант Недорезов Борис Владимирович: разведчики незаметно противнику подползли вплотную к деревне и с ходу в 05.00 атаковали вражеский гарнизон в д. Палики. Тов. Недорезов первым ворвался в крайний дом и уничтожил пулеметную точку и 6 фрицев, тем самым обеспечил успешное продвижение всей роты. Затем, преследуя противника, тов. Недорезов ворвался в блиндаж с тремя бойцами и уничтожил 12 фрицев, и в этой схватке тов. Недорезов был убит. Приказом по войскам 16-й армии № 028/н от 19 апреля 1943 г. он был награжден орденом Отечественной войны 1-й степени.
Однако, противник предпринял пять ожесточенных контратак силою до роты пехоты и танками против ворвавшихся в Палики подразделений 1097-го сп и 387-й отдельной разведывательной роты и к исходу дня превосходящими силами оттеснил наши подразделения на исходные позиции.
Предпринятые в последующие дни, 5 – 8 марта 1943 года, наступательные операции существенных успехов не имели, а характеризовались продвижением вперед на 200 – 300 м в день. С 10 марта 1943 года 326-я стрелковая дивизия выведена в резерв 16 Армии.
В итоге пятнадцати дневных операций дивизия нанесла противнику большие потери в личном составе и технике, прорвав 4 линии немецкой обороны, части дивизии овладели населенными пунктами: Белоусов, Петраков, Кожановка, Пузановка, и содействовали частям 324-й сд в овладении Ефремовка, Высокая, при этом взяты следующие трофеи: 2 танков, 18 орудий разных калибров, 20 минометов, 81 пулеметов, 357 винтовок, 12 автоматов — 12 и другое военное имущество и вооружение. За вышеуказанный период противостоящие 326-й стрелковой дивизии немецкие части потеряли убитыми и ранеными до 4000 человек. В то же время советская стрелковая дивизия потеряла 6139 человек, из них 1724 убито, 4273 ранено, 54 заболело, 23 пропало без вести и 65 человек выбыло из строя по другим причинам.

### В Смоленской наступательной операции. Освобождение города Рославль (14.08 — 26.09.1943)
10 марта 1943 года 326-я стрелковая дивизия была выведена в середине Жиздринской наступательной операции (продолжалась до 22 марта) из-за больших потерь. 16-я Армия за данную наступательную операцию и также за отражение немецкого наступления по плану операции «Wirbelwind» (август – сентябрь 1942 года, 326-й сд в ней участвовала) – получила гвардейское звание и стала именоваться 11-й Гвардейской Армией. До начала апреля 1943 года 326-я сд находилась в армейском резерве и до 10 апреля 1943 года заняла оборону на участке выс. 232,7 – лес севернее Букань – (иск.) Полики ныне Людиновского района Калужской области.
На 15 апреля 1943 года в 326-й стрелковой дивизии насчитывалось 6475 человек, в том числе 52 женщины при 45 автомашинах (7 легковых и 38 грузовых, из которых 7 неисправны), 867 лошадях, 4564 винтовках, 1061 автоматических винтовках, 705 ППШ/ППД, 213 ручных и 53 станковых пулеметов, 180 ПТР, 45 50 мм, 71 82 мм и 15 120 мм минометов, 37 45 мм ПТО, 9 76 мм полковых и 17 76 мм дивизионных пушек, 7 122 мм гаубиц. При этом часть вооружения дивизии из-за отсутствия обученных расчетов находилась на Дивизионном Обменном Пункте (мобильном складе): 1132 винтовки, 1039 автоматических винтовок, 86 ППШ/ППД, 27 ручных и 20 станковых пулеметов, 52 ПТР, 17 50 мм, 21 82 мм и 4 120 мм минометов, 3 76 мм пушка (без указания полковые или дивизионные) и 13 45 мм ПТО. Предположительно к началу наступления, к августу 1943 года, часть вооружения была изъята из ДОПа при получении обученных расчетов – не будем забывать, что в дивизии была отдельная учебная рота.
15 июля 1943 года были внесены изменения в штатное расписание № 04/550 – теперь советская стрелковая дивизия должна была насчитывать 9435 человек вместо прежних 9380 при 6474 винтовках/карабинах вместо 6274, 1048 ППД/ППШ вместо 727, а также уменьшено количество автомашин с 124 до 123. Однако, эти изменения скорее всего 326-ю стрелковую дивизию не затронули.
Согласно приказу штаба 38-го стрелкового корпуса 326-я стрелковая дивизия 11 августа 1943 года вошла в подчинение 10-й Армии Западного фронта и к 4.00 15 августа 1943 года сосредоточилась на рубеже: Тягаево, лес западнее Куликовка с задачей наступать за 5-м механизированным корпусом, развивать его успех и закрепления занятой им территории. К указанному дню дивизия предположительно насчитывала 5846 человек (численность дивизии на 16 августа – 5772 человека и потери в 74 человека за 15 августа). Таким образом, дивизия перед наступательной операцией, позднее названной Смоленской стратегической операцией, не получила пополнения личного состава и имела лишь 61 % от положенного по штатному расписанию.
16 августа 1943 года 326-я стрелковая дивизия перешла в наступление на рубеже Ковалевка, Латыши, Вязовец Смоленской области ныне Кировский район Калужской области. К 16.00 части дивизии, преодолевая сильное огневое сопротивление противника и отражая его контратаки, овладели рубежом Ковалевка, Новый Приют, овраг 500 м юго-восточнее Дегирево, где были временно вынуждены перейти к обороне для перегруппировки сил. В течение дня преследуя отходящего противника, части дивизии овладели населенными пунктами Усохи, Ковалевка, Латыши, Черенка, Новый Приют. В боях за Усохи отличился командир 6 роты 2-го батальона 1099-го сп старший лейтенант Слизун Иван Степанович: он применил обходной маневр на д. Усохи, в результате деревня была взята. Взяты в плен 2 фрица, убит один офицер и до 30 солдат противника. При наступлении на Закрутое тов. Слизун, отбивая контратаки немцев, был сильно контужен, но не ушел с поля боя. Контратака была отбита. Приказом Военного совета 10-й армии № 536 от 30 сентября 1943 г. он был награжден орденом Александра Невского.
В дальнейшем попытки 326-й стрелковой дивизии прорвать оборону противника успеха не имели и 21 августа дивизия перешла к обороне на рубеже (искл.) Александровка, Новый Приют, Дыра.
Лишь 1 сентября 1943 года после короткого, но мощного артиллерийского обстрела огневой системы противника части дивизии перешли в наступление и к исходу дня овладели Закрутое, Козлово, Дегирево, и были остановлены на рубеже 300 м северо-восточнее и восточнее Закрутое «Сельский Совет» – роща восточнее Бучек. В боях за Латыши и Дегирево отличился командир 3-го дивизиона 888-го ап 326-й сд капитан Мелькин Николай Иванович (погиб 13 сентября 1943 года): В боях за д. Латыши тов. Мелькин, двигаясь в боевых порядках наступающей пехоты, огнем своего дивизиона отразил контратаку противника, причем уничтожил 3 танка Т-III, до 50 солдат и офицеров противника. В боях за д. Дегирево противник сосредоточил группу танков и до роты пехоты для контратаки наступающих наших подразделений. Тов. Мелькин под сильным артиллерийским и ружейно-пулеметным огнем противника вышел на ПНП в 300 м от места сосредоточения противника и прицельным огнем дивизиона накрыл цель. В результате чего было уничтожено 3 тяжелых танка Т-IV и самоходное орудие «Фердинанд». Контратака была сорвана. С того же пункта тов. Мелькин подавил 2 фланкирующие огневые точки и одну 105-мм трехорудийную батарею и дал возможность нашим подразделениям овладеть д. Дегирево. Приказом по войскам 10-й армии № 022/н от 1 апреля 1943 г. он был посмертно награжден орденом Отечественной войны 1-й степени.
В 02.00 2 сентября 1943 года 326-я стрелковая дивизия перешла в наступление на фронте роща 300 м юго-восточнее Ключи – овраг южнее Дегирево. Ведя бои с группами прикрытия противника, отходящего на юго-запад, части дивизии к 16.00 овладели населенными пунктами: Закрутое, Горлачевка, Красный Хутор, Образцовка, Живой Ключ, Пахомовский, Ивановский, Бурсова Гора, Григорьевский, Каменец, Дедова-Сторонка, Пуживец, Ясновка, Сиверка, Теребивля. 3 сентября части дивизии с боем вышли на рубеж: Ясная Поляна, южная окраина Теребивля, кустарник 1 км западнее Дубровка, овладев Ясной Поляной, Соловьевкой, Относок. В боях за Кушляновка и Закрутое отличилась военный фельдшер 1099-го сп лейтенант Моськина Анна Михайловна: в боях под д. Кушляновка и Закрутое проявила исключительное мужество и отвагу. Умело руководила санитарами, и сама вместе с ними выносила с поля боя раненых. Своевременно оказывала первую помощь и эвакуировала на полковой пункт и м[едико]-сан[итарный] бат[альон]. Через ее санитарный пункт прошло более 100 раненых бойцов и ко[манди]ров, и всем им была оказана своевременная первая помощь. Тов. Моськина лично вынесла с поля боя 37 чел. бойцов и командиров. Приказом по 326-й стрелковой дивизии № 51/н от 28 октября 1943 г. она была награждена орденом Красной Звезды.
5 сентября 1943 года 326-я стрелковая дивизия по устному приказу командира 38-го ск перешла к временной обороне на достигнутом рубеже, а 8 сентября 1943 года сдала боевой участок частям 49-й сд и заняла оборону на рубеже (искл.) Ямновка, кустарник 800 м восточнее Теребивля с задачей прочно оборонять занимаемый рубеж и быть готовым к наступлению в направлении: Петровское – Горбачевка, Новая – Барановка.
9 – 10 сентября 1943 года 326-я стрелковая дивизия пыталась форсировать р. Снопоть, но контратаками противника вновь отбрасывалась на исходный рубеж. 11 сентября 1943 года дивизия сдала боевой участок частям 139-й сд и приняла участок от 49-й сд.
С утра 12 сентября 1943 года 326-я стрелковая дивизия, перейдя в наступление, форсировала р. Снопоть, преодолев упорное сопротивление обороняющегося противника по правому берегу реки, и овладела населенными пунктами Высокое, Заречье, Белая Гора и к 12.00 12.09 вышла на рубеж восточных окраин Красный Бор и Заречье.

13 сентября наступление частей дивизии успеха не имели, а вот 14 сентября был освобожден населённый пункт Красный Бор и вышли к Устье. Развивая успех, 15 сентября 1943 года 326-я стрелковая дивизия, сбив группы прикрытия противника с правого берега р. Радымка, перешла к преследованию и к исходу дня вышла на рубеж 200 м восточнее Барановка, Рожня, овладев населенными пунктами Устье, Шоховка, Гремучий, Стречея, Жалынец Чарны, Гора, Будище, Рожня.
К исходу 17 сентября 1943 года 326-я стрелковая дивизия форсировала р. Десна и под сильным огнем противника вышла на рубеж 300 м северо-восточнее Высокое. В итоге, противостоящие немецкие части в 22.00 18 сентября стали отступать в западном направлении и части дивизии, преследуя их, к 18.00 19 сентября вышли на рубеж  Березовка – Ново-Александровка – Чижовка, освободив следующие населенные пункты: пос. Красный, Хлюстинка, Высокое, пос. Победа, Чернея, Фроловка, пос. Заря, Алексеевка, Секач, Лазаревка, Кутузовка, Кукуево, Никитовка, Троицкий, Буда, пос. Терехова, Сухарка, пос. Климовский, Терехова Бельная, Георгиевское, Ломня, Петровское, Алексеевка (2-я), Кротовка, Березовка, Лапино, Икатово, Чижовка, Волковка, колхоз Бедняк, Ново-Александровка. За успехи в стремительном продвижении был награжден командир 3-го батальона 1101-го сп майор Карпенко Иван Лукич: в период августовских и сентябрьских боев 1943 г. на Рославльском направлении майор Карпенко еще раз показал себя умелым организатором и руководителем боя стрелкового батальона. Имея задачей наступательный бой с форсированием р. Десна, майор Карпенко прекрасно организовал бой и успешно форсировал р. Десна, уничтожив при этом прикрытие противника. В результате за день 19.09 батальон, преследуя противника, на его плечах прошел более 20 км, освободил много населенных пунктов и большое количество местного населения, угоняемого немцами. Приказом Военного совета Западного фронта № 0942 от 5 октября 1943 г. он был награжден орденом Суворова 3-й степени.
Преследуя отходящие в направлении Рославля немецкие части, к вечеру 20 сентября 1943 года 326-я стрелковая дивизия вышла на рубеж 300 м юго-западнее Комли – западная опушка леса западнее Фоковщина – 2-й Заруднянский поселок, освободив следующие населенные пункты: Бабинский, хутор Алферовский, хутор Труновский, Новая Семеновка, Терпигоревка, Новый Пустосел, Пустосел, Пустосел № 2, Соловьевка, Грозиловка, Ивашникова, Читалкины, Кондаковка, Хохловка, Луги, хутор Луг, Хапиловка, Андреевка, пос. Политов, Макеевка, Новые Вороны, Вороны, Пустыньки, хутор Пустыньки, Комли, Бель, 1-й и 2-й Заруднянский поселки, Фоковщина.
В течение 21 сентября части дивизии с рубежа 1-й Заруднянский поселок - роща 1,5 км южнее 1-й Заруднянский поселок безуспешно пытаются форсировать р. Остр, а 22 сентября ведут безуспешный бой за Подруднянский поселок. Лишь в 08.00 23 сентября р. Остр была успешно преодолена, освобожден Подруднянский поселок, и к вечеру бой идет на рубеже роща 500 м юго-восточнее Татаринка, 500 м юго-западнее Подруднянский поселок, высота с отм. 192,4.
К 03.00 24 сентября части 326-й стрелковой дивизии обнаружили отход противника и перешли в преследование. К 04.30 были освобождены Татаринка и Большие Азобичи. Стремительно продвигаясь вперед, 1097-й сп, наступая на правом фланге дивизии, последовательно захватывал Малые Азобичи, ст. Рославль-2, крахмальный завод, Новый и к 21.45 с боем вышел на юго-восточную окраину города Рославль. Одновременно 1099-й сп, овладев Большие Азобичи, ст. Рославль-2, Плетни, к 23.00 вышел на южную окраину города Рославль у машинно-тракторной мастерской. Также и 1101-й сп, овладев Азобичи, Овсяники, к 20.30 вышел к разветвлению дорог 1,5 км северо-западнее Воронки.
Уличные бои за город Рославль продолжаются и в ночь на 25 сентября – орудия 888-го ап и батареи стрелковых полков зачастую выкатываются на прямую наводку. Так именно здесь отличился командир 45 мм противотанкового орудия истребительно-противотанковой батареи 1099-го сп младший сержант Загребин Иван Акимович: «Только в боях за г. Рославль его орудие уничтожило 3 пулемётные точки противника, одну миномётную батарею и до 2 солдат и офицеров противника». Противник сопротивляется, но безуспешно — наши части освобождают квартал за кварталом. В 23.30 25 сентября 1943 года город Рославль окончательно очищен от немецких захватчиков. Еще город под обстрелом, но улицы полны народом: население со слезами радости встречает бойцов Красной Армии. Радостные возгласы, смех, песни вновь зазвенели на улицах города. В этот же день 326-й стрелковой дивизии приказом Верховного Главнокомандующего Маршала Советского Союза т. Сталина присвоено наименование «Рославльская», а личному составу объявлена благодарность.
В период с 11 августа по 30 сентября 1943 года 326-я стрелковая дивизия потеряла 510 человек убитыми, 1803 раненными и 6 пропавшими без вести.

### В наступлении 79-го стрелкового корпуса 3 Ударной Армии для содействия Полоцко-Витебской наступательной операции 4 Ударной Армии (2 — 13.11.1943 г.)
После 26 сентября 1943 года 326-я Рославльская стрелковая дивизия была отправлена в резерв Ставки ВГК. На вышеуказанный день в дивизии насчитывалось 3036 человек, а на 8 октября 1943 года на вооружении было 873 винтовки (некомплект по штатному расписанию 5331), 373 пистолетов и револьверов (некомплект по штатному расписанию 531), 857 ППШ/ППС (некомплект по штатному расписанию 1253), 131 ручных пулеметов (некомплект по штатному расписанию 363), 21 станковых пулеметов (некомплект по штатному расписанию 90), 61 ПТР (некомплект по штатному расписанию 151), 15 50 мм минометов (некомплект по штатному расписанию 41), 23 82 мм минометов (некомплект по штатному расписанию 60), 6 120 мм минометов (некомплект по штатному расписанию 15), 21 45 мм ПТО (некомплект по штатному расписанию 27), 7 76 мм полковых пушек (некомплект по штатному расписанию 5), 16 75 мм дивизионных пушек (некомплект по штатному расписанию 4) и 6 122 мм гаубиц (некомплект по штатному расписанию 6).
Известны данные об укомплектованности 326-й Рославльской стрелковой дивизии на 26 декабря 1943 года и, сравнивая с вышеуказанными данными, можно предположить, что дивизия в середине октября 1943 года была пополнена до 7 тысяч личного состава, получила недостающее вооружение, и самое главное, впервые была пополнена автотранспортом до штата (на 26 декабря насчитывалось 134 автомашины). Также с принятием на вооружение станкового пулемета СГ-43 началась постепенная замена им станковых пулеметов «Максим», а вместе с ППШ на вооружение советской пехоты стал появляться ППС.
В октябре 1943 г. 326-я Рославльская стрелковая дивизия была переброшена на Невельское направление, передана в состав 79-го стрелкового корпуса 3-й ударной армии (командующий — генерал-лейтенант К. Н. Галицкий) 2-го Прибалтийского фронта. С 2 ноября 1943 г. армия перешла в наступление с целью содействия наступлению соседней 4-й ударной армии 1-го Прибалтийского фронта. Позднее операция была названа Полоцко-Витебской наступательной операцией. Дивизия атаковала с исходного рубежа Топоры — Церковище — Осетки Невельского района Ленинградской, ныне Псковской, области.
326-я Рославльская стрелковая дивизия перешла в наступление 3 ноября 1943 года и уже на следующий день освободила Церковище и Городище, а 5 ноября — Щелкуниха и Ловец. Дальнейшее продвижение частей дивизии было остановлено сопротивлением противника. Попытка 10 ноября 1943 года перейти в наступление на другом участке, Ширнево — Усово, успеха не имела и с 12 ноября 326-я Рославльская стрелковая дивизия перешла к обороне.

### В частных наступательных операциях 3 Ударной Армии по улучшению позиций советских войск в Невельском «мешке». (16.11 — 29.12.1943 г.)
В середине ноября 1943 года 4-я ударная армия 1-го Прибалтийского фронта во взаимодействии с 3-й ударной армией 2-го Прибалтийского фронта на узком участке западнее Невеля прорвали вражескую оборону и, уничтожая отдельные узлы сопротивления противника, начали успешно продвигаться на запад и юго-запад. Однако, с выходом войск 4-й ударной армии в район Дретунь на дальние подступы к Полоцку, а 3-й ударной – к Пустошке противник, подведя свежие резервы, оказал упорное сопротивление, и наступление их было остановлено. Несмотря на успех, обе армии, насчитывавшие до 15 дивизий, сами оказались в очень трудном положении. Дело в том, что две советские армии попали в огромный мешок, вытянутый на 100 км с севера на юг и на 55 км с запада на восток, так как горловина прорыва шириной 10—11 км, через которую прошли войска, не была своевременно расширена. При этом идущая через эту горловину единственная дорога насквозь простреливалась минометным, а на ряде участков даже пулеметным огнем противника. К тому же, начиная с 15 ноября, погода столь благоприятная в первых числах месяца испортилась, начались проливные дожди, наступила распутица. Подвоз продовольствия и главное боеприпасов практически прекратился. Двигаться через горловину почти нельзя было даже ночью. Противник неоднократно пытался перерезать горловину, но ему удалось лишь сузить ее на два километра.
На 14 ноября 1943 г. 326-я Рославльская стрелковая дивизия была сосредоточена как резерв в районе Большое Таланкино. На 16 ноября 1101-й сп было приказано выдвинуть на передний край на участке Демидово – Мудари – оз. Ямно. В ночь на 19 ноября 1943 года 1099-й сп с 1-м батальоном 1101-го сп были направлены на участок обороны 119-й гв. сд с целью ликвидации противника, прорвавшегося на перешеек и занявшего высоты 188,9 и 184,6. Однако, части дивизии были остановлены сильным огнем противника. Одновременно 1097-й сп без 3-го батальона был оперативно подчинен 46-й гв. сд.
В дальнейшем к 1 декабря 1943 года 1101-й сп с 1-м дивизионом 888-го ап был подчинен 119-й гв. сд и занял оборону на участке (искл.) Гультяи – (искл.) Рудо – Васьково, а 3-й батальон 1097-го сп – 21-й гв. сд. При этом 3 декабря 1943 года 1101-й сп 326-й сд в результате немецкой атаки оставил Васьково и северную опушку рощи юго-восточнее Рудо, и вел бой при поддержке частей 119-й гв. сд за восстановление положения до 19 декабря, пока не вернул утраченные позиции.

Одновременно к 09.00 3 декабря 1943 года 326-я Рославльская стрелковая дивизия (без 1101 сп и 1-го дивизиона 888-го ап) по приказу командующего 3-й Ударной Армии сосредоточилась в лесу 1 км южнее и юго-западнее Дербиха с задачей наступать на прорвавшегося противника и овладеть Замошица и Борщиха. Выполняя приказ, части дивизии к 19.00 овладели Замошица, где по приказу закрепились. До 7 декабря части дивизии в тесном взаимодействии с танками и артиллерией отбивали неоднократные атаки противника. При этом в боях отличились старший разведчик штабной батареи 888-го ап ефрейтор Мотькин Михаил Сергеевич и парторг 1099-го сп старший лейтенант Расторгуев Михаил Васильевич, которые впоследствии оба погибли в боях с немецко-фашистскими захватчиками. Первый отличился 04.12 (когда), группа вражеских автоматчиков просочилась к наблюдательному пункту. Оценив обстановку, тов. Мотькин занял оборону и принял бой с немецкими захватчиками, отвлекая их на себя. В ближнем бою тов. Мотькин уничтожил 6 вражеских автоматчиков и часть ранил. Внезапность нападения врага была сорвана благодаря смелости, мужеству и самоотверженности тов. Мотькина, в результате чего командир дивизиона продолжал с наблюдательного пункта управлять артиллерийским огнем, которым была отражена атака немцев. В этом бою тов. Мотькин пал смертью храбрых. Приказом по 93-му стрелковому корпусу № 12 от 6 января 1944 г. он был награжден орденом Отечественной войны 2-й степени. А приказом Военного совета 3-й ударной армии № 55 от 29 января 1944 г. парторг 1099-го сп старший лейтенант Расторгуев Михаил Васильевич награжден орденом Отечественной войны 1-й степени. Последний отличился 05.12 (когда), враг вел контрнаступление в районе д. Замошица. В расположение 2-го батальона вклинилась группа немецких автоматчиков в боевые порядки батальона, которые вплотную подошли к командному пункту. Тов. Расторгуев сам лично из автомата, отражая контратаку, уничтожил 5 фрицев, потом вышел в боевые порядки батальона, организовал коммунистов, комсомольцев и со словами «За Родину! За Сталина! Вперед!» повел бойцов в атаку. Атака немцев была отбита. Уничтожено более 50 фрицев, из них 9 фрицев уничтожил тов. Расторгуев. В этом неравном бою он погиб смертью храбрых.
В 11.00 7 декабря 1943 года противник в результате мощной атаки захватил Замошица и части 326-й Рославльской стрелковой дивизии отошли в лес западнее. В 17.30 отдельный лыжный батальон дивизии на танках 118-й тбр во взаимодействии с 1097-м сп вновь занял Замошица, уничтожив до батальона пехоты противника. В результате десятидневных боев противнику нанесены существенные потери: взято в плен 5 солдат; трофеи: автомашина — 1, винтовок — 12, станковых пулеметов — 2, пушек 75-мм — 1. Убито — 1400 солдат и офицеров, 8 лошадей. Уничтожено: автомашин — 10 шт., пулеметов — 36 шт., пушек 37 и 75-мм — 15 шт., танков средних — 2 шт., танков «тигр» — 3 шт., пушек самоходных — 2 шт., бронетранспортеров — 4 шт.
В ночь на 18 декабря 1943 года 326-я Рославльская стрелковая дивизия (без 1101 сп и 1-го дивизиона 888-го ап) силовой разведкой отдельных подразделений сбила противника, который стал отходить в направлении восточного берега р. Уща, и начала его преследование. В результате наступления были заняты Борщиха и Турки-Перевоз и с 13.00 дивизия организует оборону на рубеже роща юго-восточнее Замошица – выс. 168,5 – Турки-Перевоз.
К 23 декабря 1943 года 326-я Рославльская стрелковая дивизия (без 1101 сп и 1-го дивизиона 888-го ап) получила в оперативное подчинение 58-й гв. сп 18-й гв. сд с задачей 24 декабря перейти в наступление, форсировав р. Уща, и захватить Загатье на восточном берегу. В течение двух дней, 24 и 25 декабря, усиленные части дивизии вели безуспешный бой. К вечеру 25 декабря в подчинение дивизии возвращается 1101-й сп с 1-м дивизионом 888-го ап, а 26 декабря выходит из подчинения 58-й гв. сп 18-й гв. сд и подчиняются 5-й и 31-й армейские заградительные отряды. До 30 декабря 1943 года 326-я Рославльская стрелковая дивизия проводит разведывательные поиски. При этом успешное завершение Городокской наступательной операции (13 – 31 декабря 1943 года) облегчило положение 3-й и 4-й Ударных армий, что позволило нормализовать снабжение частей обеих армий.

### В преследовании немецкой Невельской группировки и наступлении на Бокарево 3-е (30.12.1943 г. — 14.01.1944 г.)
326-я Рославльская стрелковая дивизия в боевых действиях ноября — декабря 1943 г. понесла большие потери. На 26 декабря 1943 г. в ней насчитывалось 4 031 чел., из них — 762 офицера, 913 сержантского и 2 356 рядового состава. В дивизии имелось 767 лошадей, 134 автомашины, 2 404 винтовки, 1 078 ППД и ППШ, 300 ручных и 51 станковых пулеметов, 98 ПТР, 39 — 50-мм, 37 — 82-мм и 12 — 120-мм минометов, 32 — 45-мм ПТО, 7 — 76-мм полковых и 19 — 76-мм дивизионных орудий, 11 — 122-мм гаубиц. В начале 1944 г. из-за невозможности пополнить стрелковые дивизии до штатного количества личного состава в Красной армии были приняты на основе штатного расписания № 04/551 (в соответствии с которым в стрелковой дивизии должно было быть 9 534 чел. общей численности, из них — 2 443 чел. в каждом из трех стрелковых полков) так называемые «штаты в 6 000 чел.» (6 026 чел. общей численности при 1 390 чел. в стрелковом полку), «штаты в 5 000 чел.» (5 141 чел. общей численности при 1 198 чел. в стрелковом полку) и «штаты 4 000 чел.» (4 227 чел. общей численности при 900 чел. в стрелковом полку). Предположительно, и количество вооружения для последней численности было в 2 раза меньше штатной.
В то же время даже при сниженной численности дивизия имела мощную артиллерийскую поддержку со стороны почти укомплектованного по вооружению 888-го артиллерийского полка. Как видно из документов, численность и вооружение 326-й Рославльской стрелковой дивизии до октября 1944 г. были в границах штата в 4 000 чел.: в стрелковых полках оставалось в основном по одному стрелковому батальону с тремя стрелковыми ротами (3 роты) или с двумя батальонами по две стрелковые роты (4 роты) вместо трех стрелковых батальонов с тремя стрелковыми ротами (9 рот). Происходило изменение в вооружении: с 1 января 1944 г. началось производство 76-мм полковой пушки ОБ-25 (на лафете от 45-мм ПТО), которая стала заменять в войсках 76-мм полковую пушку обр. 1927 г.
30 декабря 1943 немецкие части Невельской группировки перед участком обороны 326-й Рославльской стрелковой дивизии стали отступать на север. Части дивизии, в 13.00 обнаружив ослабление огня противника, перешли в наступление, сформировав также отряды преследования. К 17.00 уже были освобождены Загатье, Дедов Камень, Заручевье и Теребовое. К вечеру 31 декабря вели бой на рубеже перешейка между озерами Боровно и Кубецкое на участке отдельных домов северо-западнее Боярское – роща 500 м северо-восточнее Сорокино. Первый день нового 1944 года успеха 326-й Рославльской стрелковой дивизии не принес, но уже 2 января были освобождены Боярское, Кубок, Бегуново, Ровное, Камень, Бурцево и к 22.00 вели бой за Талакино и Водача 1-я. 3 января 1944 года были освобождены Талакино, Цвилевка, Мамонькино, Богданово, Пухлевицы, Мыленка, Трехалево, Водача 1-я и 2-я, Передельники, Смородники, Краснобаиха, Лужи, ведя бой на рубеже северной опушки рощи 500 м южнее Трехалево – Каменка – Мыленка.
4 января 1944 года 326-я Рославльская стрелковая дивизия была выведена из боя, и к 9 января заняла оборону на участке Хижа 2-я – выс. 182,2 – выс. 197,3 с задачей 12 января перейти в наступление в направлении Бокарево 3-е. Однако, в течение 12 и 13 января части дивизии при поддержке танков 118-й тбр безуспешно атаковали немецкую оборону, а 14 января перешли к обороне.

### В Ленинградско-Новгородской наступательной операции (22.02 — 7.03.1944 г.)
14 января 1944 г. 326-я Рославльская стрелковая дивизия остановила свое наступление после неудачного штурма населенного пункта Бокарево 3-е (ныне Пустошкинский район Псковской области). В конце января 1944 г. дивизия была переброшена на Ленинградский фронт с целью усиления его наступления. В этот период Ленинградский фронт совместно с Волховским и 2-м Прибалтийским фронтами проводил Ленинградско-Новгородскую стратегическую наступательную операцию (14 января — 1 марта 1944 г.) с целью разгрома немецкой группы армий «Север», полного снятия блокады Ленинграда и освобождения Ленинградской области. 326-я Рославльская стрелковая дивизия была передана в подчинение 98-го стрелкового корпуса, который непосредственно подчинялся командованию Ленинградского фронта. С 6 февраля 1944 г. 326-я Рославльская стрелковая дивизия за 6 дней, совершив марш более 225 км, сосредоточилась в районе Высокое, Подол, Замогилье (ныне Струго-Красненский район Псковской области). С 17 февраля 1944 г. 98-й стрелковый корпус вошел в состав 42-й армии Ленинградского фронта, которая к середине февраля 1944 г. в ходе наступления вышла на рубеж восточного берега Чудского озера — Струги Красные (ныне Струго-Красненский район Псковской области).
22 февраля 1944 г. 326-я Рославльская стрелковая дивизия перешла в наступление с рубежа Пожегово — Княжицы и к вечеру вышла на рубеж шоссе 1,5 километра юго-западнее Княжицы, оз. Белое, Пустое Лесково, брод на р. Пскова (1,3 км северо-западнее Щегли). В течение двух последующих дней вела бой в районе Лесково и Колядуха. Именно 24 февраля 1944 года свой подвиг совершил начальник политотдела 326-й Рославльской стрелковой дивизии гвардии подполковник Занько Филипп Дмитриевич, который следуя в боевых порядках полка с ротой автоматчиков на Псковском направлении, встретил сопротивление противника с высоты 130,8; тов. Занько первым пошел в атаку, увлекая за собой бойцов. Будучи ранен, тов. Занько не покинул поля боя, где второй пулей был ранен смертельно. Тов. Занько погиб смертью героя на поле боя за нашу Родину. Посмертно указом Президиума Верховного Совета СССР от 5 октября 1944 г. он был награжден орденом Ленина.

Только 26 февраля 1944 года 326-я Рославльская стрелковая дивизия сбила противника с рубежа его обороны и, освободив Колядуха, Гористицы, Ивановщина, Елевицы, Адамово и Лющик, вышла на рубеж безымянной высоты 500 — 800 м северо-западнее, западнее и севернее Камень, отдельные дома 1 км западнее Портно, южная опушка леса 300 м севернее Портно и лес 1 км Скобари. На следующий день части дивизии продолжали стремительное наступление, освободив Портно, Скобари, Кузнецы, Сморково, Выводы, Камень, Духовщина, Запорово, Верхние и Нижние Полоски, Старково, Коты, Дребна, Жуковичи, Речки, хутора Котовские, Палицы, Дулова Гора, Лисичино, Молоди, Кудры.
В период с 28 февраля по 3 марта 1944 года 326-я Рославльская стрелковая дивизия преследовала отходящего в юго-западном направлении противника, пройдя примерно 40 км. В итоге вышла к немецкой оборонительной линии «Пантера» в районе юго-восточнее города Псков, на рубеж Огурцово, Мазилино, Шарино, Раменье.
Однако, в результате большого продвижении вперед, распутицы и отсутствия бензина тылы и артиллерия (888-й ап и 294-й оиптд) дивизии отстали. Доходило до того, что личный состав дивизии по двое суток не имел хлеба, и конский состав из-за отсутствия фуража начал слабеть, а также возник дефицит боеприпасов. Несмотря на указание командования корпусом и армии продолжать наступление части 326-й Рославльская стрелковой дивизии, учитывая вышеуказанные проблемы, продвинуться вперед смогли незначительно и в ночь на 8 марта 1944 года переходят к обороне, сдав свой участок 53-й гв. сд. Дивизия же занимает новый участок обороны: (искл.) Красное Подлипье, Приборок, Малая Жадунка, (искл.) Дубицы.

### В частной наступательной операции 67 Армии на участке Селюгино — Подсосонье (31.03 — 8.04.1944 г.)
5 марта 1944 г. 326-я Рославльская стрелковая дивизия вместе с другими частями 98-го стрелкового корпуса перешла в подчинение 67-й армии Ленинградского фронта. Подтянув артиллерию и создав запасы для наступательных действий, 67-я армия с 31 марта 1944 г. частной наступательной операцией попыталась прорвать немецкую оборону южнее Пскова. 326-я Рославльская стрелковая дивизия должна была наступать на участке Селюгино — (искл. Крышево) ныне Псковского района Псковской области. Учитывая данные о численности дивизии на 5 апреля 1944 г. (3 017 чел., из них — 104 женщины) и данные о
потерях с 31 марта по 5 апреля (1 113 чел.), можно предположить, что дивизия к началу частного наступления на данном участке насчитывала приблизительно 4 130 чел.
В 10.00 31 марта 1944 года 326-я Рославльская стрелковая дивизия после артиллерийской подготовки, перешла в наступление и через 20 минут 1099-й сп, овладел Селюгино, а 1101-й сп вышел в район 300—400 м восточнее Гаврилово (южное). Однако, во второй половине дня в результате немецких контратак, поддержанных танками, 1099-й сп отошел из Селюгино на рубеж 700—800 м юго-восточнее населенного пункта, а 1101-й сп — на рубеж 1 км восточнее Гаврилово (южное). В то же время 1097-й сп вел бой в 150—200 м от Крапивинка. Вплоть до 5 апреля 1944 года части дивизии несколько раз врывались в Селюгино, но закрепить успех не удавалось, как и продвинуться на других направлениях. К тому же на 5 апреля из-за понесенных потерь в 1097-м сп могли наступать только 81 человек, в 1099-м сп — 59 человек, а в 1101-м сп — 109 человек. В результате к 8 апреля 1944 года 326-я Рославльская стрелковая дивизия перешла к обороне.

### В частной наступательной операции по захвату Баевского узла немецкой обороны (23 — 28.06.1944 г.)
После 8 апреля 1944 г. 326-я Рославльская стрелковая дивизия перешла к обороне, одновременно пополнялась вооружением и личным составом. Дивизия была переподчинена 119-му стрелковому корпусу (в состав корпуса входили также 198-я и 285-я стрелковые дивизии) 67-й армии, которая в конце апреля 1944 г. была введена в состав образованного 3-го Прибалтийского фронта под командованием генерала армии И. И. Масленникова. 326-я Рославльская стрелковая дивизия вместе с другими воинскими соединениями 3-го Прибалтийского фронта с начала апреля 1944 г. вела трехмесячную подготовку к предстоящему штурму укреплений оборонительной линии «Пантера». В штабах шло боевое планирование, с вновь прибывшими в дивизию бойцами проводилось дополнительное обучение тактике, обращению и стрельбе из прикрепленных видов вооружения. На 30 мая 1944 г. численность дивизии достигла 3 537 чел., из них активных бойцов — 1 996 чел., а на 7 июня — 4 000 чел., из них активных бойцов — 2 520 чел. при 16 — 45-мм ПТО, 25 — 76-мм полковых и дивизионных орудиях, 11 — 122-мм гаубицах.
23 июня 1944 г. 326-я Рославльская стрелковая дивизия с частями усиления (14-м отдельным штрафным батальоном, 45-м саперно-штурмовым батальоном 9-й штурмовой инженерно-саперной бригады, 768-м самоходно-артиллерийским полком, 120-м и 134-м минометными полками, 319-м гвардейским минометным полком, саперным батальоном 23-й инженерной бригады), начала частное наступление с целью захвата Баевского узла немецкой обороны (Иваньково — Голенищево — Баево ныне Псковской области). Также частная операция должна была сковать противостоящие немецкие резервы на данном участке фронта, так как одновременно 23 июня 1944 г. на советско-германском фронте началась Белорусская стратегическая наступательная операция «Багратион».
Перед операцией была проведена большая подготовка с личным составом. Так были проведены занятия по изучению материальной части оружия с боевыми стрельбами, а по тактике были отработаны вопросы прорыва сильно укрепленной полосы обороны противник силою роты — батальона. Особое внимание было уделено на подготовку 14-го отдельного штрафного батальона, предназначавшегося к действиям прорыва переднего края обороны противника. Тактические занятия проводились с ним на специально оборудованной по типу переднего края противника местности в районах Букачи, Амосково, Болотово. Тактические занятия во всех случаях проводились с боевыми стрельбами. 20 июня 1944 года в том же районе были проведены показательные занятия с участием приданных и поддерживающих средств.
В ночь на 23 июня 1944 года 1101-й сп 326-й Рославльской стрелковой дивизии сдал свой участок обороны на рубеже (искл.) Гусаково, северная окраина Селихнова 14-му отдельному штрафному батальону. Выносную траншею, проходящую в 200 м от переднего края противника, заняли разведывательные подразделения дивизии под общим командованием капитана Казакова. Выход на исходное положение и смена подразделений произведена была в темное время, скрытно от противника, без шума.
В 10.00 23 июня 1944 года артиллерия начала вести огонь на пристрелку и разрушение огневых точек и укреплений противника, а в период 18.30 – 20.00 по сигналу началась артиллерийская подготовка, которая по своей мощности была ошеломляющей. В результате артиллерийской подготовки значительная часть инженерных сооружений противника была разрушена и уничтожена.
С началом артиллерийской подготовки пехота 14-го отдельного штрафного батальона заняла выносную траншею 200 метров от обороны противника. В 19.58 пехота 14-го отдельного штрафного батальона вышла из траншеи и по сигналу «атака» (красные ракеты) перешла в наступление. Штрафники броском вперед прорвали проволочное заграждение и заняли первую линию траншей, не задерживаясь в траншеях, в 20.20 овладели Баево и Голенищево, а в 20.35 овладели Иваньково. После чего в бой был введен 1101-й сп, который во взаимодействии с отдельным штрафным батальоном к 24.00 23 июня 1944 года овладел Уткино-Городец. Дальнейшее продвижение вперед приостановлено сильным огнем артиллерии и пехотных средств. А 2-й батальон 1099-го сп к 03.00 24 июня 1944 года занял первую линию немецких траншей в районе юго-восточнее Лехино, где и закрепился, так как противник оказывал упорное сопротивление.
Закрепление рубежа, захваченного у противника, началось с огневого прикрытия и инженерного обеспечения стыков и флангов, а затем были начаты работы по приспособлению и переоборудованию траншей, открытых площадок для ручных и станковых пулеметов и жилых блиндажей противника. Танкодоступные направления были прикрыты противотанковыми минными полями и артиллерией ПТО. Перед всем передним краем 326-й Рославльской стрелковой дивизии были поставлены сплошные противопехотные минные поля.
Противник, подтянув резервы, в течение 24 – 27 июня 1944 года произвел 17 атак пехоты при поддержке танков и самоходных орудий с целью восстановить положение. Все контратаки отбивались массированным огнем артиллерии и огнем пехотных средств. Противник при контратаках нес большие потери в живой силе и технике. Так, например, в 17.30 26 июня 1944 года пехота противника при поддержке 21 танка и 9 самоходных орудий атаковали Уткино-Городец (участок обороны 1101-го сп) и одновременно из района Кочетово атаковало до батальона пехоты при поддержке 8 самоходных орудий участок обороны 1099-го сп. В последнем бою отличился командир 1099-го сп 326-й сд подполковник Кабаков Василий Артемьевич: после занятия дивизией сильно укрепленных узлов обороны противника Иваньково — Баево полк Кабакова получил задачу удержать населенные пункты. Личным подвигом и умелым управлением в боях с 25.06 по 26.06.44 г. полк Кабакова отразил 5 контратак противника численностью от двух рот до батальона, нанес противнику большие потери в живой силе и технике. 27.06.44 г. противник перешел в атаку с численно превосходящими силами до 400 немцев при участии 11 — 15 танков. В первые минуты противнику удалось несколько потеснить подразделения Кабакова. Видя такое положение, тов. Кабаков с явной опасностью для жизни под сильным арт[иллерийско]-минометным огнем восстановил положение. Своим личным подвигом воодушевив бойцов, поднялся во весь рост, с криком «Ура!» решительным броском отбросил атакующего противника, уничтожив при этом большое количество гитлеровцев, 3 самоходных орудия и 1 танк. Будучи тяжело раненным, не ушел с поля боя до полного отражения атак противника. Приказом Военного совета 67-й армии № 354/н от 7 июля 1944 г. он был награжден орденом Отечественной войны 1-й степени.
За период 23 – 27 июня 1944 года противник потерял убитыми около 1300 солдат и офицеров, 9 пленными, подбитыми 11 танков и 4 самоходных орудия, 3 автомашины, 8 противотанковых и полевых орудий. Частями 326-й Рославльской стрелковой дивизии было захвачено: 1 пистолет, 20 винтовок, 3 автомата, 6 пулеметов, 33 шинели, 12 пар сапог, 4 рации и другое военное имущество. Собственные потери дивизии с подчиненными частями составили 113 человек убитыми и 721 раненными.

### В Псковско-Островской наступательной операции (20.07 — 2.08.1944 г.)
После тяжелых боев по захвату и удержанию Баевского узла обороны на 10 июля 1944 г. 326-я Рославльская стрелковая дивизия насчитывала 2 505 чел., из них — 1 306 активных бойцов. Предположительно, до начала Псковско-Островской наступательной операции (21 июля 1944 г.) дивизия была частично пополнена личным составом и вооружением. На основании данных о численности от 30 июля 1944 г. (3 445 чел. при 90 автомашинах, 2 163 винтовках, 1 263 ППШ/ППС, 129 ручных и 54 станковых пулеметах, 39 ПТР, 6 — 50-мм, 26 — 82-мм и 10 — 120-мм минометах, 17 — 45-мм ПТО, 18 — 76-мм полковых и 19 — 76-мм дивизионных орудиях, 11 — 122-мм гаубицах) можно предположить следующее:
1) численность дивизии вновь была доведена до четырехтысячного состава;
2) дивизия имела малое количество легких и средних минометов (6 — 50-мм минометов вместо примерно 32 (по полному штату — 65) и 26 — 82-мм минометов вместо примерно 41 (по полному штату — 63), что в некоторой мере было компенсировано переводом полковых батарей стрелковых полков на шести орудийный состав. Данная организация полковой батареи была утверждена по штатному расписанию 04/51 от 18 декабря 1944 г. только для гвардейских стрелковых дивизий, а обычные стрелковые дивизии получили 6 орудий в полковые батареи лишь по штатному расписанию от 9 июня 1945 г.;
3) дивизия имела малое количество противотанкового вооружения: 17 — 45-мм ПТО вместо 48. На июль 1944 г. даже модернизированная версия 45-мм ПТО М-42 с трудом пробивала лобовую броню средних немецких танков, тогда как более мощные 57-мм ПТО ЗИС-2 шли на вооружение гвардейских стрелковых дивизий. Также малое число ПТР (39 вместо 212) снижало возможности пехоты стрелковых полков 326-й Рославльской стрелковой дивизии в борьбе с немецкой легкой бронетехникой (БТР с различными видами вооружений от 28-мм ПТР/50-мм ПТО до 81-мм минометов и 75-мм полковых орудий), которыми в 1944 г. массово были вооружены немецкие части, особенно моторизованных и танковых дивизий.
С 21 июля 1944 г. 326-я Рославльская стрелковая дивизия, имея в составе приблизительно 4 000 чел., вместе с другими частями 119-го стрелкового корпуса приступила к наступательной операции, которая в дальнейшем получила наименование Псковско-Островской. Главной задачей этой операции было прорвать хорошо подготовленную оборону противника (линия «Пантера»), освободить города Псков и Остров и развивать наступление в глубь Прибалтики. Уже в первый день наступления к 11,00 части дивизии продвинулись на рубеж Филатово, Исаино, Телегино, Дрозды, Астратово, а к исходу дня полностью очистили восточный берег р. Великая в районе Сопки.
22 июля 1944 года 326-я Рославльская стрелковая дивизия приступили к форсированию р. Великая, подавляя огневую систему противника на западном берегу реки. Смелыми действиями стрелковых полков были созданы плацдармы в Колчино, Щеголицы, Пурицино и Кузнецы. Столь удачные действия дивизии способствовали освобождению другими частями армии города Острова, поэтому всему личному составу дивизии приказом Верховного главнокомандующего Маршала Советского Союза И.В. Сталина была объявлена благодарность.
При форсировании р. Великая отличился командир стрелковой роты 1101-го сп 326 сд лейтенант Глущенко Илья Данилович, который со своей ротой первым в полку форсировал р. Великая и этим обеспечил дальнейшее продвижение наших войск. При выполнении этой сложной боевой задачи тов. Глущенко пришлось преодолеть многочисленные препятствия и действовать под непрекращающимся огнем противника. Несмотря на это, задача была выполнена мастерски, причем противнику нанесен большой урон в живой силе и технике. Отступая под ударами наших войск, противник был принужден взорвать часть своих пушек, стоявших на прямой наводке. Тов. Глущенко не только форсировал крупную водную преграду, но и выбил немцев из важного опорного пункта д. Колчино, чем обеспечил быстрое расширение плацдарма на западном берегу реки. В этом бою лейтенант Глущенко погиб смертью храбрых. Приказом Военного совета 67-й армии № 389/н от 25 июля 1944 г. он был награжден орденом Отечественной войны 1-й степени.
К утру 23 июля 1944 года части дивизии, продолжая преследование противника, вышли на рубеж Богдаши, Небоги. В течение дня заняли населенные пункты Хашки, Тюпы, Сафошниково, Саприхино, Ванютино, Свининово, Усадище и вели упорный бой за овладение Грибули. В боях за Сафошниково отличился стрелок 2-го батальона 1101-го сп 326-й сд красноармеец Родкин/Родькин Игнат Пахомович, который сблизился с группой немцев в количестве 5 чел., отсиживавшихся в воронке, забросал их гранатами и полностью уничтожил. В наступлении на эту деревню ранен (5-й раз по счету) и направлен на излечение в госпиталь. Приказом по 326-й стрелковой дивизии № 89/н от 29 июля 1944 г. он был награжден орденом Красной Звезды.
24 июля 1944 года 326-я Рославльская стрелковая дивизия вела бой и к вечеру заняла Грибули и Симоняты. За пять дней боев, с 20 по 24 июля, в результате обходного маневра дивизия продвинулась до 15 км, освободила до 200 населенных пунктов и уничтожила до 500 солдат и офицеров противника. На следующий день, 25 июля, части дивизии форсировали р. Кудеб у Медведково, освободили Анокино, Трубино и к вечеру вели бой на рубеже Амосово, Езжино, выс. 163,1, (искл.) Борзы.
На 26 июля 1944 года дивизия получила приказ, действуя в северном направлении через болота, перерезать шоссе Изборск — Рига и овладеть Васильево. В результате в течение 26 – 29 июля 1944 года 326-я Рославльская стрелковая дивизия производила перегруппировку и подготовку к наступлению. К вечеру 29 июля она заняла исходный рубеж для наступления (искл.) Краснодудово, 200 — 300 м южнее Рундуково и Тараскино.
Однако, утром 30 июля 1944 года противник стал отходить перед фронтом дивизии и с 03.30 началось его преследование. В течение дня были освобождены следующие населенные пункты: Тараскино, Рундуково, Варницы, Аксеново, Болотово, Цыплята, Васильево, Ильино, Себеж, Крошняково, Дулово, Заполье, Заречье, Липа, Владыкино, Суреседи, Пихла, Батогово, Решетово, Сихново, Пирии, Латуси, Тамику, Леписто, Велье, Лабутино, Гривки, Красная Гора, Кременщина, Есихино, Коровкино, Шейкино, Усох, Красная Деревня, Сергино, Замошье, Улкино, Кувакино, Михалово, Гористница, Воино, Анашкино, Косыгино, Осняк, Любенец, Хворостово, Ямище, Сагиканарику. К вечеру дивизия вышла на территорию Эстонии и вела бой на рубеже 200 м юго-восточнее Вязьмово, на западной опушке рощи 800 м южнее Борщевичи, Соямяе. Дивизия, насчитывающая 3459 человек, в стрелковых ротах стрелковых полков имела численность немногим одной роты: 1097-й сп – 150 человек, 1099-й сп – 151 и 1101-й сп – 196. 
К вечеру 31 июля 1944 года 326-я Рославльская стрелковая дивизия, освободив Дубровку, Петсери Олухово, Боровенки, Вязьмово, Кэра, Борщевичи, Юнцево, Сандра, Радая, вышла на рубеж оз. Лаберица, северо-западная окраина Кэра, отдельный дом 900 м северо-западнее Радая. К 15.30 1 августа 1944 года наступающие части дивизии вышли на рубеж мыза Троитса, западная опушка рощи восточнее Юго, отм. 125,9, но в результате немецких контратак отошли на рубеж Усова Гора, восточная опушка рощи восточнее Юго, первая траншея у отм. 125,9. В итоге 2 августа 1944 года дивизия была выведена в резерв.

### В Тартуской наступательной операции (9.08 — 7.09.1944 г.)
В ходе Псковско-Островской операции 326-я Рославльская стрелковая дивизия начала преследование отходящего противника и перешла границу Эстонской ССР. В результате к 1 августа 1944 г. части дивизии достигли рубежа Усова Гора — Юго, после чего 2 августа были выведены в резерв. До 9 августа 1944 г. дивизия, предположительно, получила пополнение личного состава, доведшее численность вновь до 4000 человек, тогда как количество боеспособного вооружения и артиллерии продолжало снижаться. С 9 августа 1944 г. 326-я Рославльская стрелковая дивизия участвует в наступательной операции, получившей наименование Тартуской, с целью разгрома тартуской группировки противника и освобождения г. Тарту. В этот период дивизия была переподчинена 116-му стрелковому корпусу (командир — генерал-майор Ф.К. Фетисов) 67-й армии.
В ночь на 9 августа 1944 года 326-я Рославльская стрелковая дивизия произвела смену частей 128-й сд и заняла оборонительный рубеж в границах Юго (Прудище), (искл.) Вило. На следующий день дивизия в 06.15 после сорокапятиминутной артиллерийской подготовки прорвала оборону противника и, двигаясь в северо-западном направлении, к 20.00 вышла на рубеж 600 м восточнее Аристово – Лутья. При этом успешное наступление 326-й Рославльской стрелковой дивизии позволило 291-й сд развернуться двумя полками на рубеже Уланово, Аристово для удара на Петсери и свертывания обороны противника по р. Пачковка. В боях 10 августа 1944 года погиб смертью храбрых топографический вычислитель штабной батареи 888 ап 326 сд красноармеец Грунюшкин Григорий Трофимович: при преследовании противника штабная автомашина со всеми документами и знаменем полка в районе Аристово была атакована противником, пулеметным огнем выведен из строя мотор машины. Тов. Грунюшкин Григорий Трофимович, защищая знамя полка, стойко и отважно отбивал действия противника. Погиб в бою 10 августа 1944 г. Приказом 116-го стрелкового корпуса № 17/н от 23 августа 1944 г. он был награжден орденом Отечественной войны 2-й степени.
Утром 11 августа частями дивизии противник был сбит с рубежа обороны р. Пиуза и к вечеру советские солдаты и офицеры вышли на рубеж Большая Юза, 900 м севернее полумызы Брахмани, западная окраина Кырве, опушка рощи 1 км северо-восточнее Кырве. При этом в боях за станцию Лепассааре отличился командира 1 батальона 1097 сп 326 сд капитан Чучин Юрий Алексеевич, который 11.08.44 г., получив боевую задачу овладеть батальоном железной дорогой и ст. Лепассааре, умело повел его на выполнение задачи. Успешно форсировав р. Пиуза в районе д. Тамме, батальон быстро продвигался вперед, уничтожая живую силу противника, и захватил немцев в плен. Противник усилил сопротивление и приостановил продвижение к цели, тогда командир батальона капитан Чучин по приказанию командира полка отыскал слабые места противника и во главе группы в 11 чел. с рацией просочился в тыл противника, вышел на железную дорогу в районе 2 км северо-восточнее ст. Лепассааре и овладел ею. Группа в 11 чел., которой руководил Чучин, захватила одного немца в плен, дрезину, мортиру и истребила во время отражения пяти контратак противника 60 немцев. Закрепившись на железной дороге с группой бойцов, он не замедлил вытянуть 76-мм пушку и подтянуть к себе подразделения всего батальона. Получив как подкрепление 2-й батальон, он вместе с ним, выполняя приказ, двинулся на ст. Лепассааре, которой овладел 11.08.44 г. к исходу дня. Приказом 67-й армии № 429/н от 15 августа 1944 г. он был награжден орденом Отечественной войны 1-й степени.
Продолжая свое стремительное наступление части дивизии к вечеру 12 августа вышли на рубеж отм. 102,4, северо-западная окраина Табина, отм. 106,9, а к вечеру 13 августа – Мойс, отм. 72,3, отдельные дома 500 м западнее Циргаски. К вечеру 14 августа 326-я Рославльская стрелковая дивизия вышла на рубеж роща 500 м западнее Пайдра – роща севернее Коли-сила. При этом в течение дня совершил свой подвиг заместитель командира 1 батальона по политической части 1101 сп 326 сд старший лейтенант Сёмочкин Сергей Иванович: 14.08.1944 г. противник, не желая дальше отступать, закрепился на выгодных позициях и повел сильный минометный и пулеметный огонь. Батальону предстояло взломать вражескую оборону на всем ее протяжении и продвинуться до д. Вету. Тов. Сёмочкин энергично помогает командованию в развертывании подразделений, проводит с бойцами задушевные беседы, каждому находит ободряющее слово и с возгласом «За нашу советскую Родину!» бросается на штурм укреплений противника. Его самоотверженное поведение обеспечило успех боя. Противник, потеряв убитыми и ранеными до 100 чел., в том числе и своего командира батальона, увешанного орденами и медалями гитлеровской Германии, оставил свои укрепления и снова покатился по пути своего отступления. (…) Тов. Сёмочкин в этом бою получил тяжелое ранение и спустя сутки умер от ран в санитарной роте полка. Приказом Военного совета 67-й армии № 484/н от 20 сентября 1944 г. он был награжден орденом Отечественной войны 1-й степени.
К вечеру 15 августа 1944 года части дивизии вели бой на рубеже отм. 102,7, Химма, 400 м юго-восточнее мызы Вардья, а в течение 16 августа – школа волостного правления Кяхри, дорога Тяннассильма – Киома, севернее опушки леса, которая находиться южнее Вийро-Везо. Во время отражения немецких контратак в районе Тяннассильма погиб смертью храбрых заряжающий полковой батареи 1099 сп 326 сд красноармеец Морозов Петр Михайлович, который несмотря на то, что численно превосходящие силы противника потеснили нашу пехоту, тов. Морозов не ушел со своего боевого поста, а продолжил в упор расстреливать наседающих на его орудие гитлеровцев. Благодаря его стойкости и мужеству, было отбито 4 контратаки противника с большими для него потерями. Орудие тов. Морозова уничтожило до сотни гитлеровских солдат и 3 станковых пулемета. Тов. Морозов дрался до последнего снаряда, где и погиб смертью храбрых у своего орудия. Приказом 116-го стрелкового корпуса № 23/н от 9 октября 1944 г. он был посмертно награжден орденом Отечественной войны 1-й степени.
17 августа 1944 года 326-я Рославльская стрелковая дивизия вышла к р. Хильба и вела бой за ее форсирование, а к вечеру 18 августа вела бой на рубеже Канко, 100 м юго-восточнее Кейво, р. Хильба в 200 м юго-восточнее отм. 119,1.
19 августа части дивизии ночными действиями и обходными маневрами преследовали отходящего противника, отрезая ему пути отхода и разбивая его группы прикрытия. К вечеру наши части вышли на рубеж Пермано – Антсу, где отражали контратаки противника. Продолжая преследование отходящего противника, 326-я Рославльская стрелковая дивизия к вечеру 21 августа вышла в район Луке и к восточному берегу р. Эльва в районе полустанок Вапрамяэ, в последнем случае перерезав железную дорогу Рига – Тарту. В упорных боях к вечеру 23 августа были заняты местечко Ныо и перекрёсток железной и шоссейной дорог, Висси, развилки шоссейных дорог 500 м восточнее отм. 69.6.
24 августа 1944 года немецкая танковая бригада СС «Гросс», используя открытый стык между 189 сд и 290 отдельным артиллерийско-пулеметным батальоном (последний подчинен 326 сд), вклинилась на участок дивизии, пытаясь отрезать части, которые вели бой за город Эльва и нанесли удар советским войскам, обходившим Тарту с левого фланга. Немецкий мотопехотный батальон, поддержанный танками и самоходными установками, пробился к штабу дивизии на расстояние 150 м. Все специальные подразделения 326 сд при поддержке 122 мм гаубиц 3 батареи 1 дивизиона 888 ап, выведенных на прямую наводку, начали обороняться от наседающего врага, а 1099 сп атаковал немецкую группировку с фланга. Дивизия, в особенности 1099 сп (командир майор Циций), нанесла врагу большие потери: было подбито и уничтожено 7 танков, 7 тягачей, 14 бронетранспортеров, истреблено до 800 вражеских солдат и офицеров. Среди расчетов 3 батареи 1 дивизиона 888 ап 326 сд отличился командир орудия старший сержант Акифьев Матвей Дмитриевич, который выкатил свою гаубицу на прямую наводку и метким огнем своего орудия начал отбивать контратаку с дистанции 200 — 300 м. Тов. Акифьев, умело корректируя огонь своего орудия, подбил 1 немецкий танк, уничтожил 2 пулемета и группу немецких солдат — 15 чел. Остальные танки были отбиты и повернули назад. Приказом 326-й стрелковой дивизии № 99/н от 11 сентября 1944 г. он был награжден орденом Красной Звезды.
В результате утром 25 августа 1099 и 1101 сп с боями заняли город Эльва и, развивая успех, части дивизии вышли к вечеру в район Вереви, Сангла, Ранну. На следующий день, 26 августа, не встречая сопротивление противника, 326-я Рославльская стрелковая дивизия вышла к восточному берегу оз. Выртсъярв и заняла оборону на участке Соова, Вереви, Утуколга, Ранну. За период с 10 по 26 августа дивизия уничтожила 43 немецких противотанковых и полевых орудия (в том числе одно 210 мм), 12 зенитных орудий, 8 танков, 12 тягачей, 14 бронетранспортеров. Противник потерял убитыми до 4 тысяч солдат и офицеров, и еще около 300 было захвачено в плен.
Однако, 27 августа 1944 года два полка 326-й Рославльской стрелковой дивизии получают задачу форсировать р. Ема-Йыги. В течение трех дней делаются попытки прорвать немецкую оборону: 1097 сп не смог переправиться в районе моста на р. Педья у Йыезу, а 1099-й сп 29 августа полк форсировал р. Ема-Йыги и вел бой, находясь почти в полном окружении.
30 августа 1944 года был получен приказ штаба корпуса, и дивизия, выйдя из боя и пройдя 36 км маршем, сосредоточилась в район северо-западнее Тарту. С 17.00 31 августа 1944 года 326-я Рославльская стрелковая дивизия с приданными 109-м минометным и 228-м гаубичным полками произвела смену частей 282 сд и заняла рубеж на южном берегу р. Ема-Йыги: Лауритса, Одраконна, Проста, мост 500 м западнее Леетси, отм. 32.6. Почти сразу противник силою до батальона пехоты при поддержке двух танков пытался переправиться через р. Ема-Йыги, но встреченный огнем нашей пехоты и артиллерии, был отброшен. Был подбит один немецкий танк и сбит один немецкий самолет, упавший на участке обороны дивизии.
В течение 1 – 4 сентября 1944 года части дивизии укрепляли свою оборону и на рассвете 5 сентября 1944 года противник под прикрытием массированного артиллерийского огня на подручных материалах в районе отм. 32,6 переправил до роты пехоты, которой удалось вклиниться в боевые порядки 3 роты 1 батальона 1099 сп, но контратакой во взаимодействии с 2 батальоном 1101 сп противник был выбит и частично уничтожен при обратной переправе через реку. В этом бою отличился стрелок 1099 сп 326 сд красноармеец Бондарев Николай Егорович: 5 сентября 1944 г. на рассвете немцы решили форсировать р. Эмбах (немецкое название р. Ема-Йыги), переправив через реку до батальона пехоты, через мост двинуть артиллерию. Первый же бронетранспортер подорвался на наших минах. Тогда немцы через мост направили группу автоматчиков. Тов. Бондарев, действуя в составе своего отделения из 7 бойцов, преградил путь немецким захватчикам. Четыре атаки предпринимали немцы, и каждый раз от меткого огня семи храбрецов откатывались назад, неся большие потери в живой силе. Семь храбрецов не покинули своего рубежа до подхода роты. Приказом 116-го стрелкового корпуса № 23/н от 9 октября 1944 г. он был посмертно награжден орденом Отечественной войны 1-й степени.
7 сентября 1944 года за активное участие в освобождении Советской Эстонии и овладении городом Тарту указом Президиума Верховного Совета СССР 326-я Рославльская стрелковая дивизия награждается орденом Красного Знамени.

### В Таллиннской наступательной операции (17 — 27.09.1944 г.)
В предпоследний день Тартуской наступательной операции, на 6 сентября 1944 г., 326-я Рославльская Краснознаменная стрелковая дивизия насчитывала в своем составе 4 050 чел. (1097 сп — 861 чел., 1099 сп — 805, 1101 сп — 881 чел.) при 449 лошадях, 93 автомашинах, 1 828 винтовках, 1 131 ППШ/ППС, 100 ручных и 41 станковых пулеметах, 58 ПТР, 4 — 50-мм, 19 — 82-мм и 10 — 120-мм минометах, 15 — 45-мм ПТО, 8 — 76-мм полковых и 17 —76-мм дивизионных (из них — 1 неисправная) пушках, 12 — 122-мм гаубицах (из них — 1 неисправная) и 49 радиостанциях. Продолжилась тенденция пополнения дивизии личным составом и в то же время — снижения количества боеспособного тяжелого вооружения пехоты, особенно минометов.
11 сентября 1944 г. 326-я Рославльская Краснознаменная стрелковая дивизия (4287 чел.) в составе 116-го стрелкового корпуса вошла во 2-ю ударную армию, а 18 сентября перешла в наступление в операции, позднее названной Таллинской.
В ночь на 18 сентября силами 1 батальона 1101 сп 326-й Рославльской Краснознаменной стрелковой дивизии был создан плацдарм на северном берегу р. Ема-Йыги. Создав плацдарм на северном берегу р.Ема-Йыги, отразив многочисленные попытки противника ликвидировать плацдарм и высадиться на южном берегу реки и нанеся противнику большой урон в живой силе, части дивизии к вечеру вышли на рубеж район Марякино – Кютимаа.
Продолжая преследование отходящего противника, части дивизии к 16.00 19 сентября вышли на рубеж 500 м южнее Ребазе – 1 км юго-западнее Пуурмани, а к вечеру 20 сентября – на рубеж р. Педья на участке 500 м западнее Ребазе – 1 км юго-восточнее Кирна – 100 м восточнее отм. 37,6. При форсировании реки отличился командир 2 батальона 1097 сп 326 сд капитан Мазур Михаил Исакович, который 20 сентября 1944 г., несмотря на сильное сопротивление противника, укрепившись на р. Педья, переправил свой батальон через реку на всевозможных подручных материалах, прорвал оборону противника, захватив его батарею, развил успех наступления, в результате чего было освобождено до 200 населенных пунктов и захвачено в плен 26 немецких солдат и офицеров. Приказом по войскам Ленинградского фронта № 01339/н от 8 декабря 1944 г. он был награжден за общую совокупность боев августа – сентября 1944 года орденом Суворова 3-й степени.
Уже к вечеру 21 сентября 326-я Рославльская Краснознаменная стрелковая дивизия выходит вновь на берег новой реки, р. Пыльтсамаа, на участке 600 м северо-западнее Парди, Вилси, 1 км западнее Кельдресаре. При форсировании р. Пыльтсамаа, отличился командир 1 батальона 1099 сп майор Гресь Григорий Глебович, который оставил один взвод для видимости форсирования реки перед фронтом противника, а весь батальон обходным маневром форсировал реку и ударил во фланг противнику. Враг не ожидал такого удара, поспешно откатился назад, оставив на поле боя много солдат и офицеров, поставленная задача была выполнена. Приказом Военного совета 2-й ударной армии № 0152/н от 24 октября 1944 г. он был награжден орденом Александра Невского.

22 сентября 1944 года части дивизии вышли на рубеж 500 м северо-восточнее Роо – Саксари, а через сутки – заняли город Вильянди и вышли в район Аукси. Оборона противника под ударами советских частей полностью развалилась – уже 24 сентября 326-я Рославльская Краснознаменная стрелковая дивизия сформировала подвижные отряды на автотранспорте и, пройдя 50 км, вышла на рубеж Кауби; Тооси, Лооди.
В течение девяти дней с 18 по 26 сентября 1944 года 326-я Рославльская Краснознаменная стрелковая дивизия продвинулась вперед на 270 км, захватила пленных 4527 человек, освободив при этом большое количество населенных пунктов, в том числе города Вильянди, Кулла, Абья-Полуоя, Мыйзакюла, Мустлакюла, Килинги-Нымме, Алоя, Лимбажи. На своем пути наступления дивизия имела открытые фланги, которые обеспечивала приданными отдельными пулеметно-артиллерийскими батальонами и закрепляла ими рубежи наступления. Особенностью в действиях дивизии является большая маневренность и выносливость личного состава в наступательных действиях, совершение за сутки по 70 – 80 км маршей. Во время преследования противник подразделениями 1149 пп с эстонскими батальонами удерживал промежуточные рубежи, в большинстве случаев — на водных преградах, взрывая все мосты и узкие дефиле. Оборону на промежуточных рубежах противник держал в течение 12 — 18 часов, после чего сбивался нашими передовыми частями и, теряя живую силу и технику, отходил до следующего оборонительного рубежа.
К вечеру 27 сентября 1944 года 326-я Рославльская Краснознаменная стрелковая дивизия находилась в районе Стайцеле, когда получила приказ на марш в направлении Тарту. По оперативной директиве № 0117/ОП штаба Ленинградского фронта: 2-я ударная армия, в чей состав входила дивизия, выводилась в резерв Ставки Верховного Главнокомандования.

### В Млавско-Эльбингской наступательной операции (13 — 26.01.1945 г.)
С 1 октября 1944 года 326-я Рославльская Краснознаменная стрелковая дивизия была передана в состав 2-й ударной армии и выведена в резерв Ставки ВГК. Дивизия по железной дороге была переброшена в район г. Острув-Мазовецка (Польша), где она пополнилась личным составом и вооружением.
18 декабря 1944 г. в Красной Армии было принято новое штатное расписание 04/50 для гвардейских стрелковых дивизий. Обычные стрелковые дивизии перешли на него только с 9 июня 1945 г. В связи с этим 326-я Рославльская Краснознаменная стрелковая дивизия пополнялась по старому штатному расписанию № 04/550 с изменениями от лета 1943 г. с поправками для численности в 7000 чел. (по штату должно было быть 9435 чел.). В составе дивизии были произведены дополнительные изменения:
сформирована отдельная зенитно-пулеметная рота, которая получила на вооружение 18 — 12,7-мм крупнокалиберных пулеметов ДШК в зенитном варианте;
294 оиптд был перевооружен с 12 — 45-мм ПТО М-42 на 12 — 76-мм дивизионные орудия ЗИС-3, что повысило его возможности по борьбе с немецкими средними танками и штурмовыми орудиями. Также теперь орудия дивизиона могли использоваться для огня с закрытых позиций в качестве легких полевых гаубиц;
776-я отдельная рота связи была переформирована в 776-й отдельный батальон связи.
На 10 января 1945 г. 326-я Рославльская Краснознаменная стрелковая дивизия насчитывала 7068 чел., из них — 816 офицеров, 1508 сержантского и 4744 рядового состава. В дивизии было 877 лошадей, вооружение: 3565 винтовок, 2111 ППШ/ППС, 247 ручных, 81 станковых и 18 зенитных пулеметов, 183 ПТР, 54 — 50-мм, 54 — 82-мм и 18 — 120-мм минометов, 36 — 45-мм ПТО, 12 — 76-мм полковых и 32 — 76-мм дивизионных орудий, 12 — 122-мм гаубиц, 142 автомашины и 72 рации. Согласно журналу боевых действий 888-го артиллерийского полка, 23 января 1945 г. в состав 3-го дивизиона полка (до этого в его состав входила 7-я пушечная и 8-я гаубичная батареи) прибыла гаубичная батарея, получившая номер 9. Новая батарея (командир — лейтенант В.А. Козел) насчитывала 4 — 122-мм гаубицы, 5 автомашин «Студебеккер» и 62 чел. личного состава. Таким образом, в 888-м артиллерийском полку 326-й стрелковой дивизии в конце января 1945 г. насчитывалось 5 — 76-мм пушечных (20 орудий) и 4 — 122-мм гаубичных (16 гаубиц) батарей. В итоге почти трехмесячного обучения и пополнения (с начала октября 1944 г. по начало января 1945 г.) 326-я Рославльская Краснознаменная стрелковая дивизия стала мощным воинским соединением, готовым к маневренным наступательным действиям.
14 января 1945 г. 2-я ударная армия в составе 2-го Белорусского фронта (командующий — маршал К. К. Рокоссовский) перешла в наступление, которое позднее получило наименование Млавско-Эльбингской наступательной операции, с целью отсечь немецкую группировку армий «Центр» от остальной части вермахта и захватить г. Эльбинг (Эльбинг (нем.), Эльблонг (пол.) — город ныне в Варминьско-Мазурском воеводстве Польши, расположен поблизости от границы с Калининградской областью России). Данная операция была составной частью Восточно-Прусской стратегической наступательной операции Красной Армии, целью которой был разгром стратегической группировки вермахта в Восточной Пруссии и Северной Польше, чтобы открыть путь на Берлин. При этом 116-й стрелковый корпус, в который входила 326-я Рославльская Краснознаменная стрелковая дивизия, находился во втором эшелоне армии, но артиллерия дивизии (888 ап, 294 оиптд, минометные роты/батареи и полковые батареи стрелковых полков) была выделена для поддержки наступления 46-й сд 108-го стрелкового корпуса 2-й ударной армии.
В течение двух дней, 14 и 15 января 1945 года, артиллерийские и минометные подразделения 326-й Рославльской Краснознаменной стрелковой дивизии участвовала в артиллерийской подготовке и далее огнем и колесами поддерживали наступление 46-й сд. При этом 15 января во время контратаки противника командир 888 ап 326 сд майор Згура Александр Леонтьевич сам лично из трофейной пушки прямой наводкой поджег один немецкий танк, а всего артиллерийский полк уничтожил 6 танков. Многие артиллеристы и минометчики дивизии была награждены орденами и медалями. Так командир 2 батареи 294 оиптд 326 сд капитан Ребус Николай Петрович, участвуя в операции по прорыву сильно укрепленной полосы обороны противника в районе северо-восточнее д. Глодово (Польша) 14.01.45 г., капитан организовал наблюдательный пункт и, управляя огнем своей батареи, уничтожил цели № 744, 745 и 746. Наблюдая за полем боя в период артиллерийского наступления, капитан Ребус обнаруживал новые цели и направлял на них огонь своей батареи. Огнем его батареи было уничтожено: один дзот, одно орудие и две
пулеметные точки противника вместе с ее прислугой, тем самым обеспечено успешное продвижение нашей пехоты. К моменту атаки нашей пехоты на участке батареи капитана Ребуса не работала ни одна огневая точка противника, все они были уничтожены. Слева наступающий сп был остановлен пулеметным огнем противника. Капитан Ребус увидел это, повернул свою батарею и открыл беглый огонь по огневой точке противника на участке соседнего полка. Приказом по войскам 116-го стрелкового корпуса № 4/н от 14 февраля 1945 г. он был награжден орденом Отечественной войны 1-й степени. Кроме того, командир дивизиона 888 ап 326 сд капитан Петров Александр Ефимович в боях по прорыву обороны противника 14 — 16 января 1945 г. в районе Пултуск, командуя артиллерией поддержки пехоты, правильно организовал взаимодействие с пехотой и огнем группы уничтожил одну артиллерийскую батарею, 5 пулеметов, до 150 солдат и офицеров противника и обеспечил пехоте окружение и уничтожение опорного пункта в Глодово и продвижение вперед. Приказом Военного совета 2-й Ударной армии № 27/н от 28 апреля 1945 г. он был награжден орденом Александра Невского.
С 16 по 20 января 1945 года 326-я Рославльская Краснознаменная стрелковая дивизия двигается во втором эшелоне 2 Ударной Армии. Только 21 января она выходит в первый эшелон и к вечеру дня достигает район Фридрихсхоф, Муравки, Шрайберсдорф, Генрихсдорф. К вечеру 22 января части дивизии находятся на подходе к Богуншэвен и Калитткен уже на территории Германии, тогда как передовые отряды достигли Карниттен и Ауэр.
23 января части дивизии двигались маршем без соприкосновения с противником и к вечеру вышли на рубеж западная часть Заальфельде, лес западнее Бензее, 1 км восточнее Вайнсдорф. Только к вечеру 24 января, продвинувшись по маршруту Заальфельд, Альт Христбург, Христбург, Посильге, в 18.30 встретились с противником, занимавшим ст. Альтфельде.
Утром 25 января 1945 года 326-я Рославльская Краснознаменная стрелковая дивизия сбила отряды прикрытия противника и к 18,00 заняла рубеж (искл.) Зоммерорт по южному и восточному берегу р. Ногат до Ионасдорф, а также форсировала р. Ногат южнее Шадвальде и заняла населенный пункт. При форсировании реки отличился командир отделения 605-го осапб старший сержант Шелементьев Алексей Степанович, который под огнем противника разведал состояние р. Ногат на участке 1097 сп в районе г. Мариенбург, обеспечил пропуск боевых порядков пехоты. С группой бойцов из четырех человек взял в плен пулеметный расчет противника, трех гитлеровцев с ручным пулеметом, тем самым обеспечил продвижение боевых порядков пехоты. Приказом Военного совета 2-й Ударной армии № 15/н от 23 февраля 1945 г. он был награжден орденом Славы 2-й степени.
26 января 1945 года части дивизии развивали свой успех севернее р. Ногат и вышли к 16,00 на рубеж 700 м южнее Линденау, Таннзее, Гросс Лезевитц, а одним батальоном 1097 сп вели бой на северо-восточной окраине города Мариенбург. Успешное продвижение вперед привело к награждению личного состава орденами и медалями. Например, командира 1 батальона 1101 сп 326 сд капитан Бельский Игнатий Васильевич 26 января 1945 г. (…) провел упорный и успешный бой у д. Зоммерорт, где полностью расстроил вражескую оборону. Преследуя противника, занял населенные пункты Хальбштадт, Гросс Маусдорф, Линденау и др. Приказом Военного совета 2-й ударной армии № 9/н от 7 февраля 1945 г. он был награжден орденом Александра Невского. Также командир отделения 1099 сп сержант Акопов Исай Александрович 26.01.45 г. при форсировании р. Ногат (…) первым со своим отделением переправился на левый берег реки, уничтожил 1 ручной пулемет с его расчетом, мешавшим продвижению вперед роте. При отражении контратаки противника тов. Акопов первым поднялся и с призывом «Вперед, за Сталина, за Родину!» увлек за собой остальных бойцов, воодушевляя своей
храбростью и мужеством, атаковал численно превосходящего противника, уничтожив 17 гитлеровцев. Тов. Акопов в этом бою сам погиб смертью храбрых. Приказом 116-го стрелкового корпуса № 4/н от 14 февраля 1945 г. он был награжден орденом Отечественной войны 1-й степени. А вот в боях в городе Мариенбург
отличился командир 3 роты 1 батальона 1097 сп старший лейтенант Богданов Петр Иванович, который первым со своей ротой ворвался на окраину города, а на подступах к городу его рота, стремительно атаковав аэродром, захватила там 15 планеров, 8 мотоциклов, 14 автомашин. Тов. Богданов, несмотря на сильные бои и яростное сопротивление противника, имеет небольшие потери в роте. Приказом Военного совета 2-й ударной армии № 54/н от 20 апреля 1945 г. он был награжден орденом Красного Знамени.
Командование 2-й ударной армии планировало 116 ск, в который входила 326-я Рославльская Краснознаменная стрелковая дивизия, задействовать для удара в направлении направить на Тигенхоф, Нойтах, чтобы с юго-запада овладеть Эльбингом. Однако, начавшиеся с 27 января 1945 года немецкие контратаки заставили дивизию перейти к обороне.

### В частной операции по форсированию р. Ногат и в последующих боях за удержание плацдармов (27.01 — 15.02.1945 г.)
На 25 января 1945 г. 326-я Рославльская Краснознаменная стрелковая дивизия насчитывала 7 038 чел., из них — 811 офицеров, 1 546 сержантского и 4 681 рядового состава. В дивизии имелось 877 лошадей и 142 автомашины, вооружение: 3 565 винтовок, 2 111 ППШ/ППС, 247 ручных, 81 станковых и 18 зенитных пулеметов, 183 ПТР, 54 — 50-мм, 54 — 82-мм и 18 — 120-мм минометов, 36 — 45-мм ПТО, 12 — 76-мм полковых и 29 — 76-мм дивизионных орудий, 16 — 122-мм гаубиц, 72 рации.
26 января 1945 г. 326-я Рославльская Краснознаменная дивизия создала плацдарм севернее р. Ногат на участке 700 м южнее Линденау, Таннзее, Гросс Лезевитц. Однако 27 января 1945 года по приказу стрелкового корпуса к 20,00 основные силы дивизии отошли с рубежа на южный и юго-восточный берег р. Ногат, оставив боевое охранение Линденау — севернее и северо-восточнее Иррганг. Противник при этом контратаковал отходящие наши части и боевое охранение. Также активно использовал бронетехнику, в боях, с которой отличился командир огневого взвода истребительно-противотанковой батареи 1099 сп 326 сд лейтенант Карпычев Степан Прокофьевич. Последний, следуя в боевых порядках пехоты, огнем своих орудий поддерживал наступление пехоты. Пушки тов. Карпычева первыми переправились через р. Ногат, преследуя противника, уничтожая его живую силу и огневые средства. При отражении контратаки противника при поддержке самоходок и бронетранспортеров, дружным огнем из орудий была подбита 1 самоходка и 1 бронетранспортер. Контратака противника захлебнулась. При отражении контратаки противника тов. Карпычев был ранен, но с поля боя не ушел. Приказом 116-го стрелкового корпуса № 14/н от 7 апреля 1945 г. он был награжден орденом Отечественной войны 1-й степени.
В течение 28 января 1945 года в результате немецких контратак отошли на юго-восточный берег р. Ногат боевое охранение 1101 сп в районе Хальбштадт и боевое охранение 1099 сп в районе Гросс Лезевитц. Также было атаковано боевое охранение 1099 сп в районе Шадвальде, но здесь благодаря командиру полка майору Цицию Дмитрию Васильевичу оно было восстановлено. Однако сам командир полка погиб в бою. В то же время отличился начальник артиллерии 1101 сп капитан Каренышев Владимир Павлович при отражении атак противника 27 и 29 января 1945 г. Артиллерия полка подбила в эти дни 2 бронетранспортера противника, 2 пушки и до 10 пулеметных точек. Приказом Военного совета 2-й Ударной армии № 11/н от 24 февраля 1945 г. он был награжден орденом Отечественной войны 1-й степени.
29 января 1945 года немецкими контратаками было отброшено на восточный берег р. Ногат боевое охранение 1097 сп в Камнике, а также после ряда контратак боевое охранение 1099 сп в Шадвальде.
В дальнейшем в период с 31 января по 8 февраля 1945 года противник частями 62 пп 7 пд, 315 отдельного батальона морской пехоты, боевой группы СС лагеря «Данциг — Моцкау» при поддержке бронетехники и артиллерии провел 14 атак против боевых охранений 326-й Рославльской Краснознаменной стрелковой дивизии (усилена 230 гв. минп, 1 дивизионом 89 гв. минп, 78 гап, 1 дивизионом 156 тгабр) на северном и северо-западном берегу р. Ногат. Большая часть немецких атак была отбита, но все же противник занял населенные пункты Блумштейн и Хальбштадт. При этом противник потерял до 600 человек убитыми и ранеными, 8 пленными, уничтожено 13 пулеметов, подбито 2 бронетранспортера, 3 75 мм орудия, 2 81 мм миномета. А всего за период с 27 января по 15 февраля 1945 года противник предпринял 27 контратак, в ходе которых было подбито и сожжено 17 немецких танков и самоходных орудий. Боевые действия на р. Ногат заставили просесть численность дивизии с 7038 человек на 25 января до 5603 человека на 15 февраля 1945 года.
15 февраля 1945 года по боевому распоряжению штаба 116 ск части дивизии сдали свой участок обороны 153 и 161 УР, получив задачу на марш в район сосредоточения Грюнфельде.

### В Восточно-Померанской наступательной операции (18.02 — 8.04.1945 г.)
На 15 февраля 1945 г. 326-я Рославльская Краснознаменная стрелковая дивизия насчитывала 5 603 чел., из них — 754 офицера, 1 301 сержантского и 3 548 рядового состава при 3 018 винтовках, 1 981 ППШ/ППС, 176 ручных, 72 станковых и 18 зенитных пулеметах, 171 ПТР, 44 — 50-мм, 45 — 82-мм и 14 — 120-мм минометах, 27 — 45-мм ПТО, 7 — 76-мм полковых и 29 — 76-мм дивизионных орудиях, 16 — 122-мм гаубицах; 900 лошадей и 148 автомашин. В середине февраля 1945 г. Рославльская Краснознаменная стрелковая дивизия передислоцировалась в район юго-восточнее города Нойенбург, где с 18 февраля приступила к форсированию р. Висла в ходе наступательной операции, позднее получившей наименование Восточно-Померанской.
В 08.00 18 февраля 1945 года группа 1099 сп численностью 100 человек форсировала р. Висла в районе западнее Вайхсельбург и оседлала дорогу в районе 800 м южнее Адлих-Бохлин. После третьей контратаки противника вынуждена была отойти и занять выс. 92,1, которую прочно удерживала. За этот бой был посмертно представлен к званию «Герой Советского Союза» командир роты автоматчиков 1099 сп 326 сд капитан Османов Трофим Алексеевич: в ночь на 18 февраля 1945 г. капитан Османов, возглавляя группу автоматчиков, получил боевую задачу форсировать р. Висла, перерезать в дальнейшем шоссейную дорогу, идущую из Нойенбурга в северном направлении. Тов. Османов поставленную задачу довел до каждого бойца, разъяснил важность ее и весь личный состав группы мобилизовал на быстрейшее выполнение поставленной задачи. Благодаря умелому действию тов. Османова группа автоматчиков быстро форсировала р. Висла, перерезала дорогу, закрепилась, прочно удерживая завоеванный рубеж. С наступлением рассвета гитлеровцы предприняли четыре, одну за другой, контратаки, две последних из которых — численностью до 200 чел. пехоты. Несмотря на численное превосходство сил противника, группа тов. Османова каждый раз отбрасывала гитлеровцев, нанося им большие потери в живой силе. Боеприпасы были на исходе. Тов. Османов приказал стрелять только тогда, когда противник подойдет на 30 — 50 м. При отражении последней контратаки из строя был выведен ручной пулеметчик (наводчик ручного пулемета). Тов. Османов взялся сам за пулемет и меткими очередями уничтожал гитлеровцев, призывая личный состав своей группы: «Здесь умрем, товарищи, но ни шагу назад!». Тов. Османов погиб смертью героя, не допустив немцев к занятому рубежу. Однако приказом Военного совета 2-й Ударной армии № 036-н от 28 марта 1943 г. он был посмертно награжден орденом Отечественной войны 1-й степени. Также за этот бой к званию "Герой Советского Союза" были представлены командиры отделений роты автоматчиков 1099 сп 326 сд старший сержант Александр Михайлович Осетров и младший сержант Иван Николаевич Захаров, но в итоге они были награждены орденами Отечественной войны 2-й степени.
19 февраля 1945 года 1099 сп 326-й Рославльской Краснознаменной стрелковой дивизии полностью переправился на западный берег р. Висла севернее города Нойенбург и к 15.00 овладел Адлих-Бохлин, а 1097 и 1101 сп к 16.30 переправились южнее города в районе Монтау, Фрайгайт, Нойсас Тройль. На следующий день, 20 февраля, части дивизии прорвали оборону противника и вышли в район Нихтсфельде — Гоголево, южнее и юго-западнее города Меве.
21 февраля 1945 года 1101 сп вышел на рубеж южные скаты выс. 64,5 – 400 м южнее Гоголево, тогда как 1099 сп одним батальоном форсировал р. Ферзе и вышел в район железнодорожной станции на южной окраине Меве. Последний в результате немецкой контратаки был отброшен на южный берег, но в новой атаке вновь занял район железнодорожной станции. При этом в течение дня в бою отличился командир стрелковой роты 1099 сп 326 сд лейтенант Снитко Михаил Романович, который повел роту в атаку на г. Меве, захватил железнодорожную станцию, уничтожив при этом более 50 гитлеровцев, и 20 чел. было взято в плен. Противник неоднократно предпринимал яростные контратаки. Тов. Снитко своим личным примером и личной храбростью первым бросался в атаку на врага. Лейтенант Снитко в этом бою погиб смертью храбрых. Приказом 116-го стрелкового корпуса № 10/н от 20 марта 1945 г. он был посмертно награжден орденом Отечественной войны 1-й степени.
22 – 23 февраля была произведена перегруппировка частей: 1099 сп передал свой участок обороны 424 отдельному пулеметно-артиллерийскому батальону и к 05.00 23 февраля сосредоточился в районе 1 км западнее Пескен; 1101 сп передал свой участок обороны 422-му отдельному пулеметно-артиллерийскому батальону и в 03.30 23.02 вышел в исходное положение для наступления в границах (искл.) Гоголево, (искл.) развилка шоссейной и грунтовой дорог (кв. 6950б); 1097 сп принял (частично) полосу обороны 86 сд в границах развилка дорог, (искл.) Жеронжно и занял исходное положение для наступления на этом рубеже. В 10.30 23 февраля 326-я Рославльская Краснознаменная стрелковая дивизия перешла в наступление, пересекла дорогу Гоголево – Жеронжно и вела бой на южной и юго-западной опушке рощи, что севернее дороги.

Продолжая свое наступление, к середине 24 февраля части дивизии заняли Бродден и большую часть рощи, выйдя на подступы к станции Дойч Бродден, но в результате немецких контратак были отброшены на рубеж Бродден и южную опушку рощи. В ходе упорных боев 25 февраля 1945 года удалось занять рубеж Гоголево, южную опушку рощи 1 – 1,5 км северо-западнее, (искл.) Бродден, севернее железной дороги 1 км северо-западнее Бродден. В этих боях отличился первый помощник начальника штаба 1099 сп 326 сд капитан Килессо Виталий Тимофеевич, который при овладении населенным пунктом Гоголево 25.02.45 г., непосредственно находясь в боевых порядках 2-го стрелкового батальона, оказал помощь в управлении боем. Враг яростно огрызался, четыре раза переходил в отчаянные контратаки с целью вернуть утерянные рубежи. Тов. Килессо содействовал отражению контратак противника. Приказом Военного совета 2-й Ударной армии № 41/н от 30 марта 1945 г. он был награжден орденом Отечественной войны 1-й степени.
В ночь на 26 февраля 1945 года по приказу штаба 116 ск 326-я Рославльская Краснознаменная стрелковая дивизия сдавала свой участок 86 сд и принимала от 372 сд участок обороны (искл.) Моррошин, отм. 63,5. Согласно приказу корпуса части дивизии с приданными 255 минп, 3 дивизионом 89 гв. минп и 93 гв. ттп должны были 27 февраля прорывать оборону противника на участке (искл.) Моррошин, (искл.) Резеншин, имея ближайшей задачей овладеть Гентомье, Нойкирх.
В 10.30 27 февраля дивизия после тридцатиминутной артподготовки перешла в наступление и, опрокинув противника на переднем крае, продвинулись в течение 30 — 50 минут на 1 – 1,5 км. Так 1099 сп с одной батареей 294 оиптд и 93 гв. ттп, действуя на правом фланге дивизии, был остановлен у выс. 67,9, тогда как 1101 сп, действуя в центре, прорвал оборону противника, уничтожив его у отм. 59,0, и оседлал шоссе Моррошин — Боркау, где был остановлен контратаками противника. 1097 сп с одной батареей 294 оиптд, 255 минп, действуя на левом фланге на направлении главного удара, прорвал оборону противника, захватил Резеншин и, отбивая контратаки противника занял перекресток шоссейных дорог. В начале боя была полностью уничтожена и пленена 1-я рота (50 человек пленных) и разбиты 2-я и 3-я роты 277 пп 83 пд. С 11.30 противник перешел в контратаки (в течение дня было их проведено 11) и до исхода дня ввел в бой 1 и 2 батальон 6 полка бригады «Герман-Геринг».

В 10.00 28 февраля 1945 года части 326-й Рославльской Краснознаменной стрелковой дивизии перешли в наступление и продвинулись на 400 – 600 метров, отбивая в дальнейшем контратаки противника. Всего за период проведенных наступательных действий 27 и 28 февраля 1945 года части 326-й Рославльской Краснознаменной стрелковой дивизии прорвали оборону противника на фронте 5 км, уничтожили 8 орудий, 14 минометов, 8 пулеметов, убито и ранено 1 350 солдат и офицеров, захвачено 75 пленных, захвачены две батареи 75 мм орудий, две 37 мм пушки, 4 пулемета, винтовки, гранаты и прочее военно-полевое имущество. В свою очередь части дивизии потеряли 50 человек убитыми и 270 ранеными.
1 марта 1945 года части дивизии ведут бой на прежнем рубеже, а 2 марта сдают свой участок обороны и получают задачу 4 марта при поддержке танков 93 гв. ттп прорвать оборону противника на участке изгиб ручья 800 м юго-западнее Вельбрандово, озеро 800 м восточнее Скурц, имея ближайшей задачей овладеть Шварцвальдом, в дальнейшем наступать на Мошиска.

326-я Рославльская Краснознаменная стрелковая дивизия с 09.00 4 марта 1945 года ведет наступательные действия и овладела в течение дня населенными пунктами Скурц, Волленталь, Шварцвальд. При этом противник потерял до 300 человек убитыми и ранеными, 14 захвачено в плен, подбито 5 автомашин, 2 орудия прямой наводки, 81-мм миномет, а также захвачено в виде трофеев 2 37 мм зенитные пушки, 37 мм ПТО, 75 мм орудие, 11 пулеметов и шестиствольный миномет. Свои потери составили 19 человек убитыми и 47 ранеными. В этом бою отличился командир саперного взвода 1101 сп лейтенант Семенов Алексея Ивановича, который при прорыве вражеской обороны в районе Скурц, противник, отступая, всячески стремясь задержать стремительное наступление наших войск, делал сплошные завалы на дорогах, минируя их противотанковыми минами. Лейтенанту Семенову было поручено пропустить танки и пехоту, обеспечив их безопасность. Лейтенант Семенов в кратчайший срок выполнил свою задачу. Под огнем противника им были расчищены завалы протяжением 800 м и обезврежено 25 мин. Приказом 116-го стрелкового корпуса № 12/н от 2 апреля 1945 г. он был награжден орденом Отечественной войны 1-й степени.
К вечеру 5 марта 1945 года части дивизии, продолжая свое наступление, вышли на рубеж 800 м южнее Домбровкен, торфяные разработки восточнее озера Зеевальдер-Зее, 500 м севернее господского двора Цибианкен, а 6 марта был захвачен город Прейсиш Старгард и на 18.00 стрелковые полки форсировали р. Ферзе на участке лесничества (кв. 8437) и 1,5 км восточнее Рокошин. В боях 5 и 6 марта отличился начальник штаба артиллерии 326-й Рославльской Краснознаменной стрелковой дивизии майор Пташкин Иван Алексеевич: за время боев в Восточной Пруссии майор Пташкин проявил умелое планирование и управление огнем своей и приданной артиллерии, добился слаженности во взаимодействии со всеми родами войск, всегда обеспечивая успех продвижения пехоты. Так, 05.03.45 г. в районе Домбровкен в результате тщательно подготовленной и спланированной операции, противник был сбит с занимаемого рубежа и, отступая, оставил шесть 105-мм орудий, расчеты которых были полностью уничтожены. 06.03 в результате четко спланированного взаимодействия артиллерии с пехотой наши части стремительным броском овладели г. Прейсиш Старгард, захватив 2 шестиствольных миномета, одно 37-мм орудие, 76-мм батарею.
Только за эти 2 дня артиллерией стрелковой дивизии было уничтожено до 350 солдат и офицеров, 7 пулеметов, подбито 2 самоходных орудия, разбита одна 81-мм минометная батарея, одно 105-мм орудие.
Приказом Военного совета 2-й Ударной армии № 49/н от 13 апреля 1945 г. он был награжден орденом Отечественной войны 1-й степени.

В 09.30 07 марта 1945 года 326-я Рославльская Краснознаменная стрелковая дивизия, сбив противника с рубежа отм. 108.8, Доротеенхоф, Заабен, с боями двигалась в северо-западном направлении и к 18.00 находилась на рубеже дефиле (кв. 9434а), отм. 135, стык дорог 300 м северо-восточнее Ферзенбрук. 
8 марта части дивизии овладели населенными пунктами Линфиц, Околлен, Боншек, Ферзенбрук, Фельдхайм, городами Шёнек, Камерау и к 17.00 вели бой на рубеже 1 км северо-восточнее Камерау – 800 м севернее Камерау.
9 марта части дивизии вели бой на рубеже Рортайх, (искл.) отм. 155,2, Камерау, а уже 10 марта при поддержке 93 гв. ттп и 1196 сап сбили противника с рубежа Гардшау, Демлин, Клайн-Мирау и, продвинувшись на 5 – 6 км по всему фронту, на 18.00 вели бой на рубеже господский двор Шварценфельде, 1 км западнее Домахау, 1,2 и 1,5 км северо-восточнее Майстерсвальде.
К вечеру 11 марта 1945 года 326-я Рославльская Краснознаменная стрелковая дивизия, продвинувшись на 2 – 3 км, вела бой на рубеже 500 м западнее Еханнисталь – Острошкен, а 12 марта под сильным огнем из всех видов оружия противника части дивизии имели незначительное продвижение. 13 марта новое наступление и только 1097 сп удается захватить Унтер Бушкау. Дивизия временно переходит к обороне на рубеже (искл.) опушка леса 1 км северо-западнее Заскошин, 100 м западнее Домахау, Унтер Бушкау, отдельный дом (кв. 1533г).

15 марта 326-я Рославльская Краснознаменная стрелковая дивизия с 93 гв. ттп получает задачу 16 марта прорывать оборону противника на участке (искл.) отм. 143,0, господский двор Еханнисталь с ближайшей задачей овладеть рубежом отм. 132,0, Обер-Прангенау. В 12.00 16 марта части дивизии, преодолевая упорное огневое сопротивление и контратаки противника, продвинулись от 1 до 2 км, и вышли на рубеж высоты 200 м северо-восточнее отм. 165,1 – южная 
окраина Еханнисталь. 17 марта наступление вновь продолжилось, 1099 и 1097 сп окружили и уничтожили гарнизон противника в Еханнисталь. В дальнейшем к вечеру вышли на рубеж южный берег р. Кладау-флис, отм. 161,4, 200 м северо-восточнее отм. 153,8. 18 марта медленно, но верно, части 326-й Рославльской Краснознаменной стрелковой дивизии теснили противника и вышли на рубеж 200 м юго-западнее отм. 132,0, 300 м юго-восточнее отм. 132,0, отм. 136,6. В этот день героически погиб заместитель командира 1101 сп по строевой части 326 сд майор Сидоров Федор Родионович: 18 марта 1945 г. майор Сидоров вместе с автоматчиками отправился на танке в расположение противника с целью разведать силы немцев и нанести им потери. Руководимые майором автоматчики уничтожили до 20 гитлеровцев, выбежавших из дома после первого выстрела по дому из танка. Руководя боем и лично в нем принимая непосредственное участие, майор Сидоров захватил в плен 5 гитлеровцев. Сильный огонь противника не остановил майора Сидорова, а лишь заставил его действовать энергичней. От осколков вражеского снаряда майор Сидоров погиб на боевом посту. Приказом Военного совета 2-й Ударной армии № 54/н от 20 апреля 1945 г. он был награжден орденом Отечественной войны 1-й степени.
19 марта 1945 года части дивизии в ходе ожесточенного боя, овладев Обер-Прангенау, вышли на рубеж севернее Обер-Прангенау, отдельные дома 1 км северо-восточнее Обер-Прангенау, 600 м северо-восточнее отм. 132,0, а 20 марта заняли Нидер-Прангенау. 21 марта 326-я Рославльская Краснознаменная стрелковая дивизия с 93 гв. ттп вышли к р. Раудоне-флис и заняли фольварк Кюнцендорф.
22 марта 1945 года дивизия была выведена в резерв и только 25 марта получила задачу с утра 26 марта наступать в направлении Ора, Альтдорф, имея задачей к исходу дня овладеть рубежом Альтдорф, Штольценберг. В 10.00 26 марта 326-я Рославльская Краснознаменная стрелковая дивизия при поддержке 1196 сап из района Воннеберг атаковала противника и, сбив его с занимаемого рубежа, к 16.00 вышла на рубеж 200 м северо-восточнее Ора – 400 м юго-западнее отм. 67,0.
27 марта дивизия при поддержке 1196 сап вела наступление, наступая на город Данциг с юго-запада и, захватив населенные пункты Альтдорф, Нойвонеберг, Штольценберг и 11 квартал города, на 18.00 вышла

на рубеж канала в 11 квартале города Данциг, юго-западная окраина Шлядоль, Шенфельд. В бою за окраину Данцига героически погиб командир взвода 1 пулеметной роты 1 батальона 1097 сп 326 сд лейтенант Шевченко Емельян Васильевич, который будучи на окраине города, где противник яростно сопротивлялся, ведя огонь из всех видов оружия, и не давал возможности продвинуться нашим подразделениям, тов. Шевченко оценил обстановку и, невзирая на опасность для жизни, выдвинул 2 станковых пулемета вперед и сам лично из одного повел огонь по врагу, чем дал возможность захватить нашей пехоте выгодный рубеж. В этом и была решена задача — батальон вышел в центральную часть города. Приказом 116-го стрелкового корпуса № 15/н от 14 апреля 1945 г. он был посмертно награжден орденом Отечественной войны 1-й степени.
28 марта 1945 года 326-я Рославльская Краснознаменная стрелковая дивизия вела бой в городе Данциг за объекты 215 и 216, а также в районе парка южнее 19 квартала. Смекалку в городском бою проявил командир 3 роты 1 батальона 1099 сп старший лейтенант Левин Павел Георгиевич, который взял с собой группу бойцов со своей роты, и незамеченным добравшись до дома, блокировал его и ворвался на верхний этаж. Этаж за этажом очищал с небольшой группой тов. Левин, забрасывая засевших в нем гитлеровцев гранатами и огнем автоматов. Очистив, таким образом, весь дом и ликвидировав очаги сопротивления, дал полную возможность продвинуться вперед всему батальону. В доме нашли только убитыми 14 немецких солдат и 11 человек остались ранеными. Захвачено 4 пулемета с припасами. В этом бою пал смертью героя тов. Левин. Приказом 116-го стрелкового корпуса № 15/н от 14 апреля 1945 г. он был посмертно награжден орденом Отечественной войны 1-й степени.
29 марта части дивизии в уличных боях захватили церковь в юго-западной части и школу в западной части объекта 216, а также три угловых дома в северо-западном углу объекта. А 30 марта прорвались на восточную окраину Данцига и, развивая успех, вышли на рубеж развилки шоссе в северной части Бюргервизен, товарная станция Штродайх, 300 м юго-восточнее объекта 126. За образцовое выполнение заданий командования в боях с немецкими захватчиками при овладении городом и крепостью Гданьск (Данциг) и проявленные при этом доблесть и мужество 1099 сп 326 сд был награжден орденом Суворова 3-й степени. Из офицеров данного полка отличился командир 2 батальона 1099 сп капитан Битков Евгений Иванович, который в наступательных боях за г. Данциг проявил себя храбрым и решительным командиром. Умелой организацией взаимодействия огневых средств батальона и поддерживающей артиллерии тов. Битков имел большие успехи в подавлении огневых средств противника. Правильно организованная радио и телефонная связь с боевыми порядками и артиллерией обеспечила бесперебойное управление боем несмотря даже на то, что батальон форсировал две водные преграды в городе. (…) Проявляя личную инициативу в выборе места и момента внезапного нападения, лично возглавляя штурмовую роту, тов. Битков умело организовал обходной маневр сильно укрепленного пункта обороны противника, что в стандартных домах на подступах к городу. Смелым и решительным броском блокировал 4 дома, в которых находились численно превосходящие силы противника, и, ворвавшись в дома, уничтожил до 40 гитлеровцев, 80 взял в плен, захватив много вооружения. Эта операция решила дальнейший успех в продвижении всем подразделениям полка. Приказом Военного совета 2-й Ударной армии № 71/н от 16 мая 1945 г. он был награжден орденом Александра Невского.
К вечеру 31 марта 1945 года 326-я Рославльская Краснознаменная стрелковая дивизия в результате наступления вела бой на рубеже моста севернее отм. 3,1, 200 м северо-восточнее отм. 3,1, канала 400 м восточнее выс. 3,1, а 1 апреля вышла в район Ауссендайх. Продолжая свое наступление, части дивизии с 1196 сап и 59 гв. тбр 2 апреля 1945 года вышли на рубеж отдельный дом 300 м юго-западнее Зигескранц, 200 м западнее Зигескранц, западная окраина Ауссендайх. 3 апреля 1945 года части дивизии, наступая по южному берегу р. Мертвая Висла, вышли к отм. 4,1, а часть сил осталась в районе западная окраина Ауссендайх и Рюкфорт.
В период с 4 по 7 апреля 1945 года 326-я Рославльская Краснознаменная стрелковая дивизия ведет наступление с целью захвата форта Нойфэр, но успеха не имеет. В ночь на 8 апреля дивизия сдает свой участок обороны частям 98 ск и передислоцируется в район Дюнов, Шнатов, Немитц, Витшток, Кретлов, Моратц.

### В Штеттинско-Ростокской наступательной операции. День Победы (27.04 — 9.05.1945 г.)
В ходе Восточно-Померанской наступательной операции 326-я Рославльская Краснозна-менная стрелковая дивизия понесла достаточно большие потери в личном составе и материальной части. Так, на 31 марта 1945 г. дивизия после захвата г. Данцига (Гданьск) насчитывала 3 173 чел., из них — 593 офицера, 764 сержантского и 1 816 рядового состава при 2 082 винтовках, 1 457 ППШ/ППС, 105 ручных, 35 станковых и 7 зенитных пулеметах, 39 ПТР, 2 — 50-мм, 22 — 82-мм и 12 — 120-мм минометах, 11 — 45-мм ПТО, 7 — 76-мм полковых и 28 — 76-мм дивизионных орудиях, 15 — 122-мм гаубицах; имела 736 лошадей и 145 автомашин. 1 апреля численность дивизии упала до 2 951 чел., из них в 1097-м стрелковом полку насчитывалось 446, 1099-м — 461 и в 1101-м — 556 чел.
После окончания Восточно-Померанской наступательной операции 326-я Рославльская Краснознаменная дивизия в середине апреля 1945 г. совершила трехсоткилометровый марш и вышла в район Загер, Паульсдорф, Шминц, Цартентин, Кепитц, Швантефитц, Штепенитц, Гнагеланд (северо-восточнее г. Штеттин (Щецин)).
На 15 апреля 1945 г. дивизия насчитывала 2 862 чел. при 2 363 винтовках, 1 373 ППШ/ППС, 138 ручных, 40 станковых и 7 зенитных пулеметах, 44 ПТР, 2 — 50-мм, 25 — 82-мм и 12 — 120-мм минометах, 9 — 45-мм ПТО, 7 — 76-мм полковых и 28 — 76-мм дивизионных орудиях, 15 — 122-мм гаубицах. Дивизия, вероятно, так и не получила большого пополнения личного состава, но даже в ослабленном составе достаточно успешно наступала, гоня перед собой остатки немецко-фашистских войск на запад.
27 апреля 1945 г. 326-я Рославльская Краснознаменная дивизия начала свое последнее наступление в Великой Отечественной войне, позднее названное Штеттинско-Ростокской операцией, которая была составной частью Берлинской стратегической наступательной операции Красной Армии по разгрому врага. Так именно в этот день 1101 сп дивизии овладел островом Лайтхольм и начал форсировать пролив Папен Вассер. На следующий день 28 апреля 1097 сп дивизии форсировал пролив Даманшер Шторм и к вечеру достиг Хаммер, а 1099 сп, переправившись, достиг Венкендорф. В то же время 1101 сп находился в районе переправы Лангенберг.

29 апреля 1945 года, выполняя приказ штаба 116 ск, силами 1097 и 1099 сп в 15.00 выступили на марш преследовать отходящего противника по маршруту Юкермюнде, Леопольдсхаген, Анклам, а 1101 сп к исходу дня вышел в район Варлянг. К вечеру 30 апреля 1097 сп достиг Ханцхаген, 1099 сп – Будденхагена, а 1101 сп, выставив охранение по северному берегу Штеттинская гавань, остальными подразделениями вышел в район Леопольдсхаген.
1 мая 1945 года 326-я Рославльская Краснознаменная дивизия вышла на рубеж по восточному берегу пролива Пеене в границах (искл.) Вольгаст – (искл.) Любмин, по северному берегу бухты Грайфсвальдер Бодден в границах Любмин – Эльдена, Валендов. Данный рубеж оборонялся до 4 мая. При этом 3 мая была произведена разведка противостоящего острова Узедом. В наградном листе начальника разведки 1101-го стрелкового полка капитана Шаменова Мурали сообщается, что разведчики капитана Шаменова ночью, переправившись через пролив Пеене, проникли далеко вглубь острова, установили численность противника в районе населенного пункта Вольгастер-Фере и места его сосредоточения. Данные, добытые капитаном Шаменовым, легли в основу разработки операции по форсированию пролива и очищению острова от немцев. Приказом Военного совета 2-й Ударной армии № 71/н от 16 мая 1945 г. он был награжден орденом Отечественной войны 1-й степени.
4 мая 1945 года дивизия, оставив 1099 сп на прежнем рубеже, в 03.25 начала переправу через пролив Пеене силами 1097 сп из района северной окраины Вольгаст. В 09.00 полк овладел Мельшов и к 14.00 занял оборону по северо-восточному берегу Балтийского моря в границах Цинновитц, отм. 1,2. В 15.00 начал переправу через пролив Пеене 1101 сп из района западной окраины Вольгаст и сосредотачивался районе Баннемин, чтобы затем занять рубеж Зеебад Карлсхаген, Бансин, (искл.) Цинновитц. Среди личного состава 1097 сп отличился командир 1 батальона майор Савин Геннадий Родионович, который продумал и организовал переправу через пролив Пеене. Далее, несмотря на то, что противник оказывал сильное сопротивление, батальон, руководимый Савиным, сломил волю противника и захватил 150 чел. пленных, 22 орудия, 26 зенитных пушек, 100 вагонов, 18 авиамоторов, 3000 авиабомб и истребил до 50 чел. солдат противника, очистив при этом весь северо-западный берег о. Узедом. Приказом Военного совета 2-й Ударной армии № 71/н от 16 мая 1945 г. он был награжден орденом Отечественной войны 1-й степени.
6 мая 326-я Рославльская Краснознаменная дивизия находилась на прежних рубежах. 7 мая она сдает свой участок обороны и переходит в район лес 600 м южнее Кюленхаген, лес 800 м южнее Катцов, Фреезендорф, Эльдена, где и встречает День Победы – 9 мая 1945 года.
Позднее дивизия была направлена на рубеж р. Эльба, а затем выведена на территорию СССР, в г. Днепропетровск, и в мае 1946 года была переформирована в 43-ю осбр.

## Состав
- 1097-й стрелковый Гданьский полк,
- 1099-й стрелковый ордена Суворова полк, (17 мая 1945 года- за взятие города Гданьск)[3]
- 1101-й стрелковый полк,
- 888-й артиллерийский ордена Кутузова полк, (4 июня 1945 года- за взятие городами Штральзунд, Гриммен, Деммин, Мальхин, Варен, Везенберг)[4]
- 294-й отдельный истребительно-противотанковый ордена Красной Звезды,  (4 июня 1945 года- за взятие городами Штральзунд, Гриммен, Деммин, Мальхин, Варен, Везенберг)[4]
- 605-й отдельный сапёрный батальон,
- 776-й отдельный батальон связи (776 отдельная рота связи),
- 410-й отдельный медико-санитарный батальон,
- 387-я отдельная разведывательная рота,
- 403-я отдельная рота химической защиты,
- 390-я автотранспортная рота,
- 179-я полевая хлебопекарня,
- 748-й дивизионный ветеринарный лазарет,
- 608-я полевая почтовая станция,
- 766-я полевая касса Государственного банка.[5]

## Подчинение
| Дата            | Фронт (округ)                               | Армия                                  | Корпус                  | Примечания           |
| --------------- | ------------------------------------------- | -------------------------------------- | ----------------------- | -------------------- |
| 01.09.1941 года | Московский военный округ, Мордовия, Саранск |                                        |                         | формирование         |
| 01.10.1941 года | Московский военный округ, Мордовия, Саранск |                                        |                         | формирование         |
| 01.11.1941 года | Резерв Ставки Верховного Главнокомандования | 10-я армия                             |                         | формирование         |
| 01.12.1941 года | Западный фронт                              | 10-я армия                             | -                       | -                    |
| 01.01.1942 года | Западный фронт                              | 10-я армия                             | -                       | -                    |
| 01.02.1942 года | Западный фронт                              | 10-я армия                             | -                       | -                    |
| 01.03.1942 года | Западный фронт                              | 10-я армия                             | -                       | -                    |
| 01.04.1942 года | Западный фронт                              | 10-я армия                             | -                       | -                    |
| 01.05.1942 года | Западный фронт                              | 10-я армия                             | -                       | -                    |
| 01.06.1942 года | Западный фронт                              | 10-я армия                             | -                       | -                    |
| 01.07.1942 года | Западный фронт                              | 10-я армия                             | -                       | -                    |
| 01.08.1942 года | Западный фронт                              | 10-я армия                             | -                       | -                    |
| 01.09.1942 года | Западный фронт                              | 16-я армия                             | -                       | -                    |
| 01.10.1942 года | Западный фронт                              | 16-я армия                             | -                       | -                    |
| 01.11.1942 года | Западный фронт                              | 20-я армия                             | -                       | -                    |
| 01.12.1942 года | Западный фронт                              | 20-я армия                             | -                       | -                    |
| 01.01.1943 года | Западный фронт                              | 20-я армия                             | -                       | -                    |
| 01.02.1943 года | Западный фронт                              |                                        | -                       | фронтовое подчинение |
| 01.03.1943 года | Западный фронт                              | 16-я армия                             | -                       | -                    |
| 01.04.1943 года | Западный фронт                              | 16-я армия                             | -                       | -                    |
| 01.05.1943 года | Западный фронт                              | 50-я армия                             | -                       | -                    |
| 01.06.1943 года | Западный фронт                              | 50-я армия                             | 38-й стрелковый корпус  | -                    |
| 01.07.1943 года | Западный фронт                              | 50-я армия                             | 38-й стрелковый корпус  | -                    |
| 01.08.1943 года | Западный фронт                              | 50-я армия                             | 38-й стрелковый корпус  | -                    |
| 01.09.1943 года | Западный фронт                              | 10-я армия                             | 38-й стрелковый корпус  | -                    |
| 01.10.1943 года | Резерв Ставки Верховного Главнокомандования |                                        |                         | -                    |
| 01.11.1943 года | 2-й Прибалтийский фронт                     | 3-я ударная армия                      | 79-й стрелковый корпус  | -                    |
| 01.12.1943 года | 2-й Прибалтийский фронт                     | 3-я ударная армия                      | 93-й стрелковый корпус  | -                    |
| 01.01.1944 года | 2-й Прибалтийский фронт                     | 3-я ударная армия                      | 93-й стрелковый корпус  | -                    |
| 01.02.1944 года | Ленинградский фронт                         |                                        | 93-й стрелковый корпус  | -                    |
| 01.03.1944 года | Ленинградский фронт                         | 42-я армия                             | 98-й стрелковый корпус  | -                    |
| 01.04.1944 года | Ленинградский фронт                         | 67-я армия                             | 98-й стрелковый корпус  | -                    |
| 01.05.1944 года | 3-й Прибалтийский фронт                     | 67-я армия                             | 119-й стрелковый корпус | -                    |
| 01.06.1944 года | 3-й Прибалтийский фронт                     | 67-я армия                             | 119-й стрелковый корпус | -                    |
| 01.07.1944 года | 3-й Прибалтийский фронт                     | 67-я армия                             | 119-й стрелковый корпус | -                    |
| 01.08.1944 года | 3-й Прибалтийский фронт                     | 67-я армия                             | 119-й стрелковый корпус | -                    |
| 01.09.1944 года | 3-й Прибалтийский фронт                     | Группа войск Северного боевого участка | 118-й стрелковый корпус | -                    |
| 01.10.1944 года | Резерв Ставки Верховного Главнокомандования | 2-я ударная армия                      | 116-й стрелковый корпус | -                    |
| 01.11.1944 года | 2-й Белорусский фронт                       | 2-я ударная армия                      | 116-й стрелковый корпус | -                    |
| 01.12.1944 года | 2-й Белорусский фронт                       | 2-я ударная армия                      | 116-й стрелковый корпус | -                    |
| 01.01.1945 года | 2-й Белорусский фронт                       | 2-я ударная армия                      | 116-й стрелковый корпус | -                    |
| 01.02.1945 года | 2-й Белорусский фронт                       | 2-я ударная армия                      | 116-й стрелковый корпус | -                    |
| 01.03.1945 года | 2-й Белорусский фронт                       | 2-я ударная армия                      | 116-й стрелковый корпус | -                    |
| 01.04.1945 года | 2-й Белорусский фронт                       | 2-я ударная армия                      | 116-й стрелковый корпус | -                    |
| 01.05.1945 года | 2-й Белорусский фронт                       | 2-я ударная армия                      | 116-й стрелковый корпус | -                    |

## Командование

### Командиры
- Андреев, Владимир Семёнович (06.09.1941 — 19.12.1941, ранен), полковник;
- Немудров, Гавриил Маркелович (20.12.1941 — 16.01.1942, контужен), полковник;
- Карамышев, Георгий Петрович (21.01.1942 — 12.12.1942), полковник;
- Яременко, Иван Иванович (13.12.1942 — 25.02.1943), подполковник, с 14.02.1943 полковник;
- Терентьев, Василий Григорьевич (26.02.1943 — 30.07.1943), генерал-майор;[6]
- Карпов, Яков Васильевич (30.07.1943 — 21.08.1943), полковник;
- Гусев, Владимир Александрович (21.08.1943  (03.09.1943 утвержден) — 26.09.1943), полковник;
- Оборин, Иван Иванович (27.09.1943 — 08.11.1943, контужен), гвардии полковник;
- Ложкин, Николай Николаевич (11.11.1943 — 19.06.1944), полковник;
- Колчанов, Григорий Семёнович (19.06.1944 — 01.1946), генерал-майор
- Шкель Владимир Иванович (02.1946 — 7.05.1946), полковник

### Заместители командира
- Цыганков, Алексей Яковлевич (05.08.1944 — 27.08.1944), полковник;
- Свиридов Семен Иванович (январь 1944 - [7] май 1945), полковник интендантской службы.

### Начальники штаба
- Пенчевский Арсений Петрович (сентябрь 1941 — декабрь 1941), подполковник;
- Шишов Фёдор Фёдорович (декабрь 1941 — март 1942), майор;
- Пенчевский Арсений Петрович (март — июль 1942), подполковник;
- Климахин Сергей Ефимович (июль 1942), подполковник;
- Карпов, Яков Васильевич (июль 1942 — июль 1943), подполковник, полковник
- Погорелов Федор Алексеевич (июль — август 1943), майор; начальник оперативного отдела штаба с временным исполнением обязанности начальника штаба
- Колобашкин Александр Васильевич (сентябрь 1943 — июнь 1944), майор;
- Куприянов Михаил Владимирович (июнь — июль 1944), полковник;
- Горкин Александр Дмитриевич (июль — август 1944), майор;
- Румянцев Владимир Никифорович (август 1944 — апрель 1945), подполковник;
- Семенов Иван Семенович (апрель — август 1945), полковник.

Руководящий политический состав:
Военный комиссар 326 сд (с 9.10.1942 заместитель командира по политчасти, с июня 1943 должность объединена с начальником политотдела)
- Петров Максим Евлампиевич (14.10.1941 — 22.05.1943), старший батальонный комиссар, с 16.07.1942 — полковой комиссар, с 5.12.1942 — полковник;
- Занько Филипп Дмитриевич (22.05.1943 — 16.06.43), подполковник.

Начальник политотдела, с июня 1943 он же заместитель командира по политчасти
- Князев Афанасий Александрович (26.11.1941 — 15.02.1942), старший батальонный комиссар;
- Лебедевич Иван Николаевич (15.02 — 28.04.1942), старший батальонный комиссар;
- Файнберг Залман Рафаилович (28.04.42 — 13.05.1943), батальонный комиссар, с 22.11.1942 — подполковник;
- Багаев Гурий Николаевич (13.05 — 16.06.1943), подполковник;
- Занько Филипп Дмитриевич (16.06.1943 — 24.02.1944, убит), подполковник;
- Аксенов Михаил Алексеевич (03.03.1944 — 14.07.1945), подполковник.

Командиры полков:
1097 стрелкового полка:
- Свиридов Михаил Матвеевич (11.12.1941 – 15.01.1942, убит), майор;
- Мозалевский Иван Александрович (январь 1942 (назначен во второй половине, а утвержден в должности 03.03.1942) – 24.04.1942), майор;
- Игнатьев Алексей Иванович (24.04.1942 – 26.08.1942, ранен), подполковник;
- Сушко Алексей Акимович (19.09.1942 – 04.01.1943), подполковник;
- Блинов Михаил Андреевич (25.01 – 24.02.1943), майор; заместитель НШ штаба дивизии по политчасти, временно исполнял обязанности командира полка
- Горбатенков Петр Николаевич (06.03.1943 – 05.07.1944), подполковник;
- Циций Дмитрий Васильевич (05.07.1944 – 10.08.1944), майор;
- Горбатенков Петр Николаевич (10.08.1944 – 01.01.1945), подполковник;
- Питомец Виктор Иванович (29.01.1945 – 03.07.1946), подполковник.

1099 стрелкового полка:
- Романкевич Петр Александрович (декабрь 1941 – 02.01.1942), старший лейтенант, заместитель командира полка по строевой части, временно исполнял обязанности командира полка;
- Степанов Федор Дмитриевич (02.01 – 31.05.1942), подполковник;
- Лыков Кирилл Ефимович (31.05.1942 – 25.02.1943), подполковник;
- Блинов Михаил Андреевич (25.02 – 06.03.1943), майор; заместитель НШ штаба дивизии по политчасти, временно исполнял обязанности командира полка
- Кислов Трофим Иванович (06.03 – 20.04.1943), майор;
- Лыков Кирилл Ефимович (20.04.1943 – 15.05.1943), подполковник;
- Кислов Трофим Иванович (15.05 – август 1943), майор;
- Елизаров Борис Иванович (13.10.1943 – 11.01.1944), майор;
- Ершов Иван Михайлович (29.01 – 10.02.1944), подполковник;
- Кабаков Василий Артемьевич (09.04 – 27.06.1944, ранен), подполковник;
- Макаров Александр Трофимович (28.06 – 27.07.1944), подполковник
- Ролдыгин Михаил Иванович (27.07 – 08.08.1944), майор
- Циций Дмитрий Васильевич (10.08.1944 – 28.01.1945, умер от ран), майор;
- Лазарев Николай Павлович (03.02 – 6.03.1945, убит), майор;
- Скопенко Григорий Константинович (12.03.1945 – 20.06.1946), полковник.

1101 стрелкового полка
- Поздняков Гавриил Николаевич (11.12.1941 – конец декабря 1941, ранен), майор;
- Сидоров Анатолий Петрович (январь – 12.02.1942, убит), капитан;
- Волков Иван Константинович (после 12.02 – 11.03.1942, ранен), капитан;
- Кобылин Матвей Сергеевич (после 11.03 – 24.03.1942, ранен), капитан;
- Шаравин Федор Иванович (07.04 – 22.08.1942, контужен), майор;
- Попсулис Павел Иванович (23.08 – 20.09.1942), капитан, заместитель командира полка по строевой части, временно исполнял обязанности командира полка;
- Степанов Федор Дмитриевич (20.09.1942 – 19.12.1942), подполковник;
- Каношин Иван Иванович (19.12.1942 – 19.02.1943), майор;
- Гуревич Семен Наумович (24.02 – 03.03.1943, умер от ран), подполковник;
- Волков Михаил Евдокимович (06.03.1943 – 11.01.1944), майор;
- Носков Валериан Федорович (29.01 – 22.05.1944), подполковник;
- Кузнецов Петр Федорович (04.06.1944 – 03.07.1946), подполковник.

888 артиллерийского полка
- Худолеев Григорий Александрович (сентябрь 1941 — август 1942), майор;
- Логачев Герасим Никитович (август — ноябрь 1942), майор;
- Остроумов Сергей Константинович (ноябрь 1942 — март 1943), майор; заместитель командира по строевой части, временно исполнял обязанности командира артиллерийского полка
- Конаков Василий Павлович (март — август 1943), подполковник;
- Чурбанов Александр Александрович (август 1943 — 23 июля 1944, убит), подполковник;
- Згура Александр Леонтьевич (сентябрь 1944 — август 1945), майор.

## Награды
За годы Великой Отечественной войны 326-я Рославльская Краснознамённая дивизия получила 12 благодарностей от Верховного Главнокомандующего. За овладение г. Рославль Смоленской области получила наименование «Рославльская» (25 сентября 1943 года) и за содействие по овладению г. Тарту дивизия награждена орденом Красного Знамени (7 сентября 1944 года). Также почётное наименование и ордена получили следующие части дивизии: 1097-й стрелковой полк — почётное наименование «Гданьский»; 1099-й стрелковый полк — награждён орденом Суворова 3 степени; 888-й артиллерийский полк — орденом Кутузова 3 степени; 294-й отдельный истребительно-противотанковый дивизион и 605-й отдельный сапёрный батальон — орденами Красной Звезды.
За годы Великой Отечественной войны более 12 тысяч солдат и офицеров были награждены орденами и медалями: орден Ленина – 3, Красное Знамя – 62, Отечественная война: I степень – 183 и II степень – 703, орденом Александра Невского – 28, Кутузова II степени – 1, Суворова II степени – 3, Суворова III степени – 9, Красной Звезды – 1804, Славы: II степень – 15 и III степень – 615, медалями «За отвагу» – 6574 и «За Боевые заслуги» – 2066.
| Награда (наименование)               | Дата                                                               | За что награждена |
| ------------------------------------ | ------------------------------------------------------------------ | --- |
| Почётное наименование «Рославльская» | Приказ Верховного Главнокомандующего № 25 от 25 сентября 1943 года | За отличие в боях при овладение городом Рославль — оперативно важным узлом коммуникаций и мощным опорным пунктом обороны немцев на могилевском направлении. |
| орден Красного Знамени               | Указ Президиума Верховного Совета СССР от 7 сентября 1944 года     | за образцовое выполнение заданий командования в боях с немецкими захватчиками, за овладение городом Тарту и проявленные при этом доблесть и мужество.       |

### Благодарности Верховного Главнокомандующего
- За овладение важным узлом коммуникаций и мощным опорным пунктом обороны немцев на могилевском направлении — городом Рославль. 25 сентября 1943 года № 25
- За овладение штурмом городом Остров — крупным узлом коммуникаций и мощным опорным пунктом обороны немцев, прикрывающим пути к центральным районам Прибалтики. 21 июля 1944 года. № 144.
- За овладение штурмом городом и крупным узлом коммуникаций Тарту (Юрьев-Дерпт) — важным опорным пунктом обороны немцев, прикрывающим пути к центральным районам Эстонии. 25 августа 1944 года № 175.
- За овладение городами Восточной Пруссии Вилленберг, Ортельсбург, Морунген, Заальфельд и Фрайштадт — важными узлами коммуникаций и сильными опорными пунктами обороны немцев. 23 января 1945 года. № 246.
- За овладение городами Восточной Пруссии Мюльхаузен, Мариенбург и Штум — важными опорными пунктами обороны немцев, прорыв к побережью Данцигской бухты, и захват города Толькемит, отрезав тем самым восточно-прусскую группировку немцев от центральных районов Германии. 26 января 1945 года. № 256.
- За овладение городами Гнев (Меве) и Старогард (Прейсиш Старгард) — важными опорными пунктами обороны немцев на подступах к Данцигу. 7 марта 1945 года. № 294.
- За овладение городом и крепостью Гданьск (Данциг) — важнейшим портом и первоклассной военно-морской базой немцев на Балтийском море. 30 марта 1945 года. № 319.
- За овладение городами и важными узлами дорог Анклам, Фридланд, Нойбранденбург, Лихен и вступление на территорию провинции Мекленбург. 29 апреля 1945 года. № 351.
- За овладение городами Грайфсвальд, Трептов, Нойштрелитц, Фюрстенберг, Гранзее — важными узлами дорог в северо-западной части Померании и в Мекленбурге. 30 апреля 1945 года. № 352.
- За овладение городами Штральзунд, Гриммен, Деммин, Мальхин, Варен, Везенберг — важными узлами дорог и сильными опорными пунктами обороны немцев. 1 мая 1945 года. № 354.
- За овладение городом Свинемюнде — крупным портом и военно-морской базой немцев на Балтийском море. 5 мая 1945 года. № 362.
- За форсирование пролива Штральзундерфарвассер, полное овладение островом Рюген и городами Берген, Гарц, Путбус, Засснитц находящимися на нём. 6 мая 1945 года. № 363.

## Отличившиеся воины
| Награда | Ф. И. О.                   | Должность                                                                                      | Звание                    | Дата награждения                                                  | Примечания |
| --- | -------------------------- | ---------------------------------------------------------------------------------------------- | ------------------------- | ----------------------------------------------------------------- | --- |
| За боевые заслуги | Мещеряков Алексей Иванович | Сапёр                                                                                          |                           |                                                                   | 24.03.1904-05.09.1943 |
| Медаль «За Оборону Сталинграда», Орден «Красная Звезда» | Панин Павел Егорович       | Начальник Химслужбы 1101 стрелкового полка 326 стрелковой Рославльской Краснознаменной дивизии | Гвардии Старший Лейтенант | 1943 год                                                          | с 8 июня 1941 в Красной Армии, Участник Великой Отечественной Войны с 10 июля 1941 года Приказ войскам 2-й Ударной Армии от 21 мая 1945 076–н: http://podvignaroda.ru/?#id=28466193&tab=navDetailDocument |
| Орден Красной звезды | Торопов Дмитрий Алексеевич | Командир мин. расчёта                                                                          | Старшина                  | 28.10.1943                                                        | Приказ № 51, страница 160. Издан: 326 сд 3 Уд. А Прибалтийского фронта |
| Медаль "За боевые заслуги" Орден Красной Звезды Медаль "За оборону Москвы" Орден Красного Знамени Орден Ленина Медаль «За победу над Германией в Великой Отечественной войне" | Свиридов Семен Иванович    | Заместитель командира дивизии, дивизионный интендант                                           | Полковник                 | 30.05.1942 12.02.1943 01.05.1944 03.11.1944 21.02.1945 09.05.1945 | https://pamyat-naroda.ru/heroes/podvig-chelovek_kartoteka1002087976/ |